# Ferrocarril de Mariazell
El ferrocarril de Mariazell, en forma abreujada MzB, que prové de l'alemany Mariazellerbahn, és un ferrocarril de Via estreta electrificat, amb un ample de via de 760 mil·límetres (ample bosnià) a Àustria. El tren de muntanya uneix la capital de la Baixa Àustria, Sankt Pölten amb el Santuari de Mariazell a la regió de Estíria; originalment va arribar fins a Gußwerk. Originàriament el seu nom oficial va ser Niederösterreichisch-steirische Alpenbahn (Ferrocarril alpí de la Baixa Àustria a Estíria)
És propietat des de desembre de 2010 de la Niederösterreichische Verkehrsorganisationsgesellschaft (NÖVOG). El ferrocarril a Mariazell és part de la societat de transport públic de la regió oest (Verkehrsverbund Ost-Region (VOR). El sud del tram Mitterbach-Mariazell està integrat a la xarxa de transport de Estíria (Steirischer Verkehrsverbund).
El ferrocarril de Mariazell tenia un ramal no electrificat, Ober-Grafendorf a Gresten («Krumpe»), del qual només una part queda efectiu com a línia museal.

## Descripció de la línia

### Tram de la vall

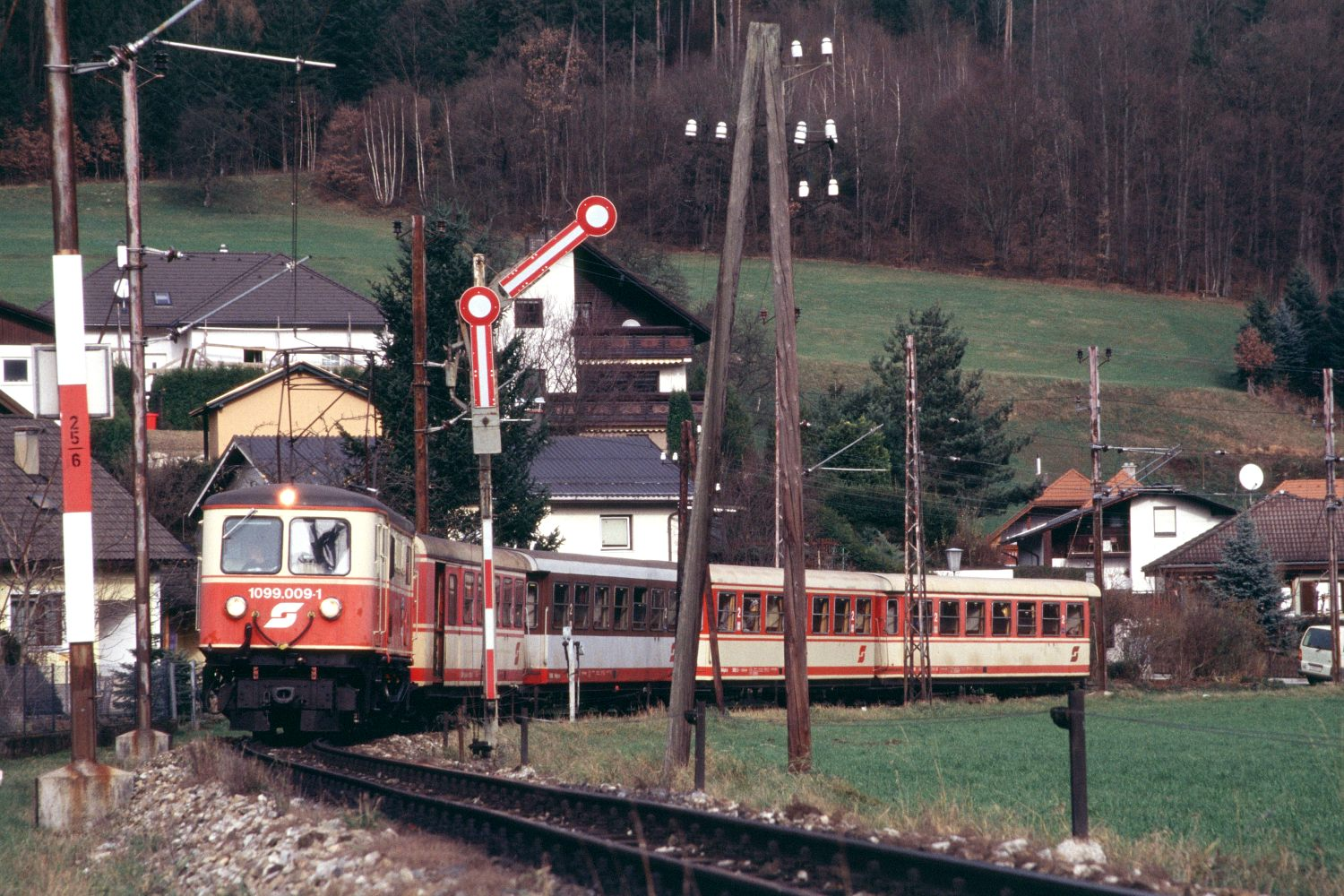
El senyal semafóric de Rabenstein

La ruta comença en l'estació central de St Pölten de la línia Westbahn (ferrocarril de l'oest). Just després de sortir de l'estació, entre els dos primers túnels del ferrocarril de Leobersdorfer, passant per sota per arribar a la següent estació St. Pöltner Alpenbahnhof que és el centre d'operacions del ferrocarril de Mariazell. Aquí es troben les naus de vehicles, els tallers i les instal·lacions completes del ja abandonat transport de mercaderies. Seguidament, el tren surt de la zona de la ciutat. Durant els primers quilòmetres travessa principalment terrenys agrícoles plans i canvia al sud de St. Pölten de la vall del Traisen a la vall del Pielach. Després d'11 quilòmetres arriba a l'estació de Ober-Grafendorf, l'estació més gran de la línia; era el punt de partida del branc no electrificat ("Krumpe"). En el passat va ser el dipòsit dels vehicles dièsel necessaris per al branc. Avui dia, el Club d'amics de ferrocarril MH6 té la seu amb la seva plataforma giratòria i els coberts de locomotores de la rotonda, que mantenen i restauren la locomotora a vapor Mh6 i altres vehicles de museu.
El ferrocarril de Mariazell segueix la vall del riu Pielach a través de Hofstetten-Grünau, Rabenstein i la Capital de la vall, Kirchberg, fins a l'estació de Loich, per al transport de Mercaderies d'especial Importància: A causa que el gàlib dels següents túnels només era per a via estreta aquí acabava el transport de mercaderies amb trucks portadors (Rollbocken) o més tard amb vagons especials (Rollwagen). A partir d'aquí s'estreta la Vall del riu Pielach ràpidament, amb prou feines hi ha prou espai per a la carretera i el ferrocarril al costat del riu. Poc abans de l'estació de tren de Schwarzenbach an der Pielach, el ferrocarril passa pel túnel de Weißenburg i immediatament surt de la vall del riu Pielach i segueix l'estreta vall de Nattersbach a través de Frankenfels fins a l'estació de Laubenbachmühle. A partir d'aquí, la següent Secció es diu ruta de muntanya .

### Ruta de muntanya

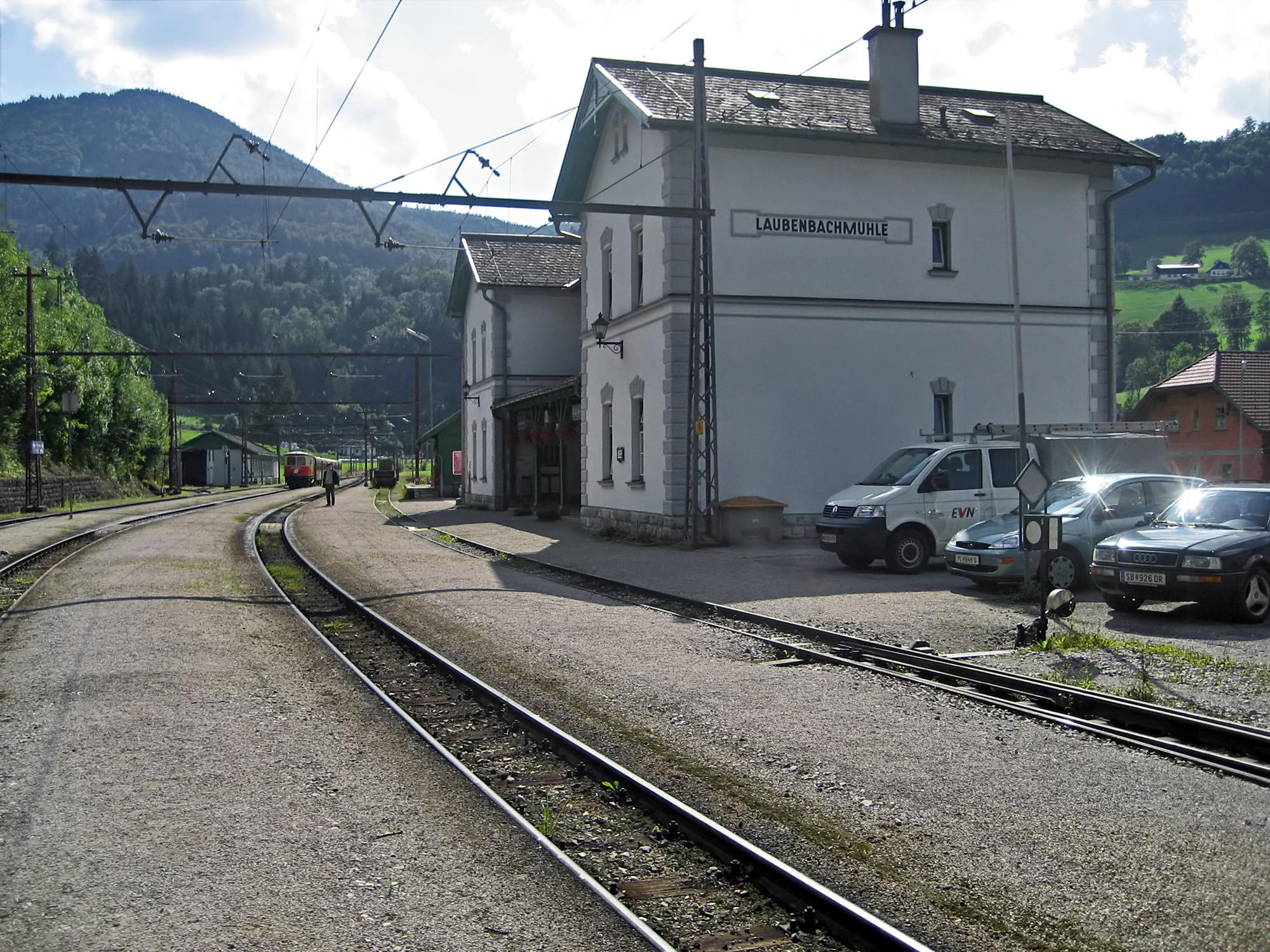
L'Estació de tren de Laubenbachmühle es considera el punt de partida de la ruta de muntanya

La via guanya altura en una llarga doble corba en la part superior de la vall de Natter. Per les estacions de Winterbach i Puchenstuben s'arriba al túnel de Gösing, que a 891,6 metres sobre el nivell del mar és el punt més alt de la línia. En aquest punt la línia canvia a la vall del Erlauf, que seguirà just abans del final de la línia. Després del túnel segueix l'estació de Gösing, a uns 350 metres sobre el llac Erlauf. És la primera vegada que els passatgers poden veure el cim Ötscher de 1893 metres d'altura. Aquest panorama i la bona accessibilitat amb el llavors recentment construït ferrocarril va portar ja al moment de l'obertura del ferrocarril a la construcció d'una posada enfront de l'estació. Aquesta posada es va convertir en el Apenhotel Gösing l'any 1922 que s'ampliarà posteriorment.
A partir d'aquí, el ferrocarril segueix una escarpat i boscós pendent de muntanya, passa pel viaducte Saugraben, el més alt del ferrocarril de Mariazell, i arriba a l'estació de Annaberg en el Reithsattel. L'estació de Wienerbruck-Josefsberg, un popular punt de partida, per realitzar excursions al Ötschergräben, segueix ràpidament l'embassament de Lassing, que alimenta la central elèctrica de Wienerbruck. Després d'una altra volta al voltant del llac, la via gira cap al Erlauf. Aquest tram és considerat com el punt escènic culminant del ferrocarril de Mariazell: entre una sèrie de túnels curts hi ha diverses vista dels "Zinken", com es denomina a Àustria als congostos més escarpats. Després de la parada de Erlaufklause, Mitterbach am Erlaufsee és l'última parada de la Baixa Àustria, i poc després, el ferrocarril de via estreta arriba a la seva destinació final en el santuari de peregrinació de Mariazell a Estíria.

El tram següent de 7,1 km fins a Gußwerk, principalment per al transport de mercaderies a una gran serradera, es va tancar en 1988 i es va retirar en el 2003. A partir de 2008, el grup d'interès Museumstramway Mariazell – Erlaufsee va intentar reactivar un tram curt de línia per ampliar el seu tramvia d'ample estàndard des de l'estació fins al centre de Mariazell. Com a primera etapa, el 29 d'agost de 2015 es va inaugurar l'ampliació de l'estació a Promenadenweg (parada de carretera de l'autobús a Graz).

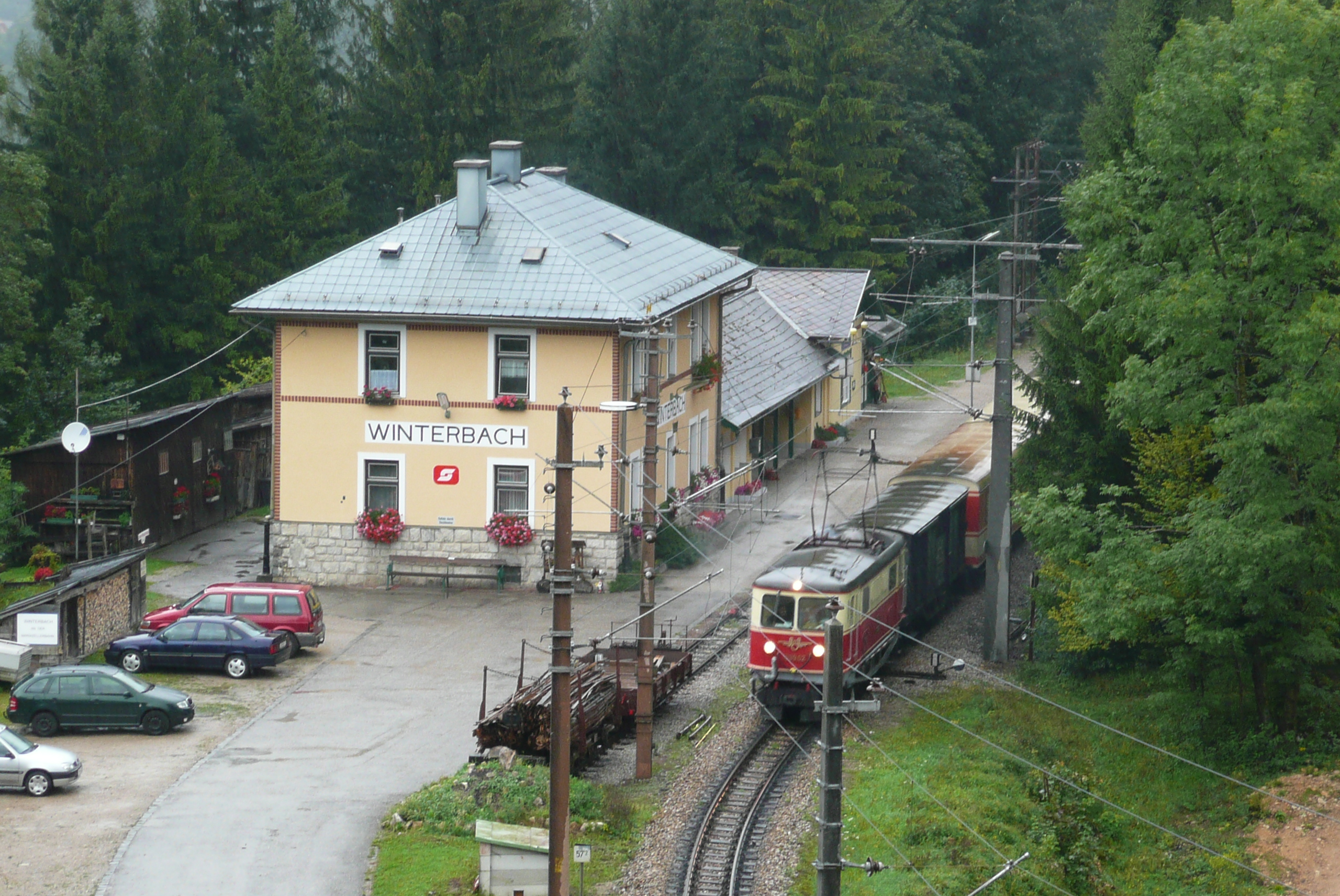
L'Estació de tren de Winterbach a 719 metres sobre el nivell del mar
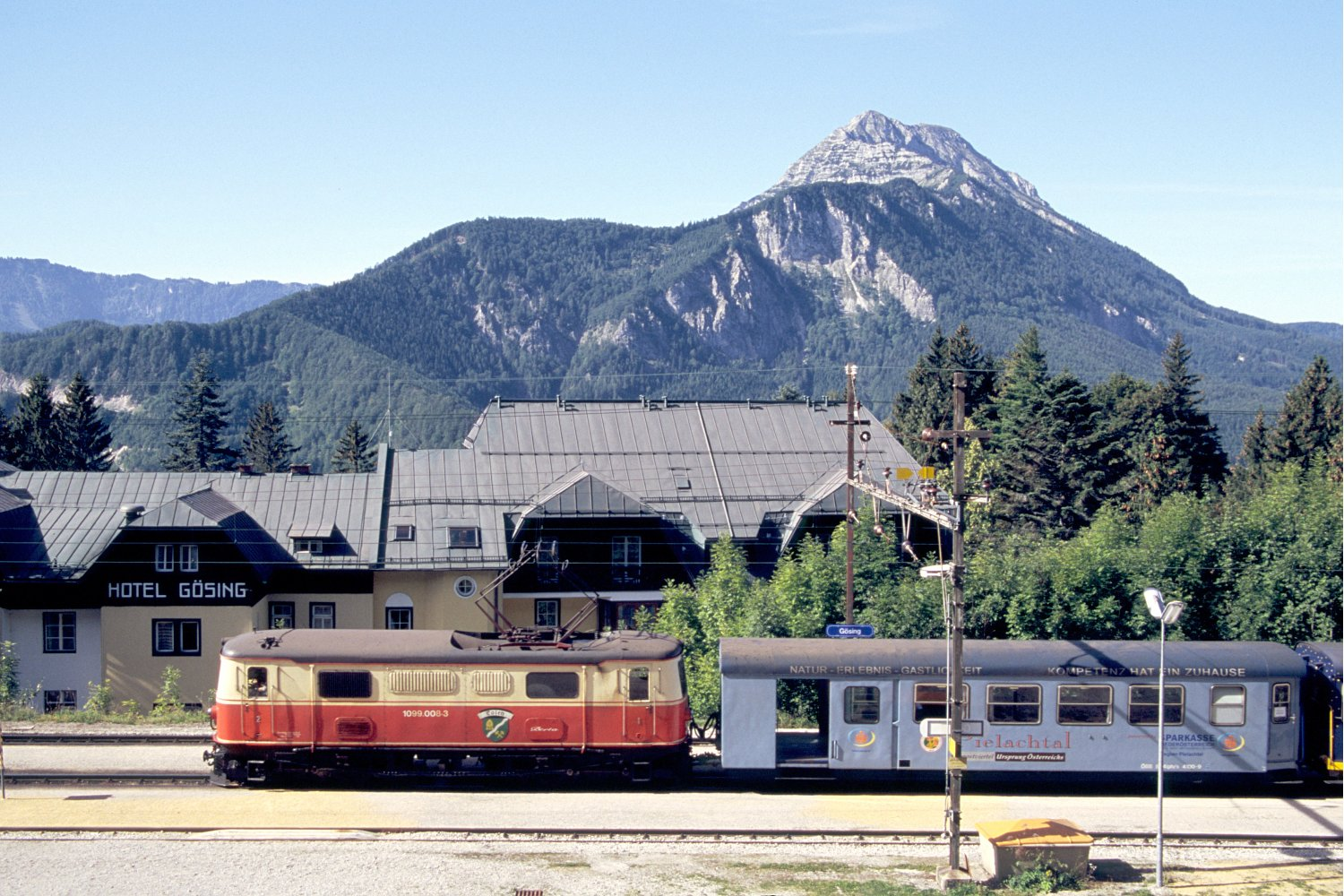
L'estació de tren de Gösing, foto panoràmica amb el Ötscher
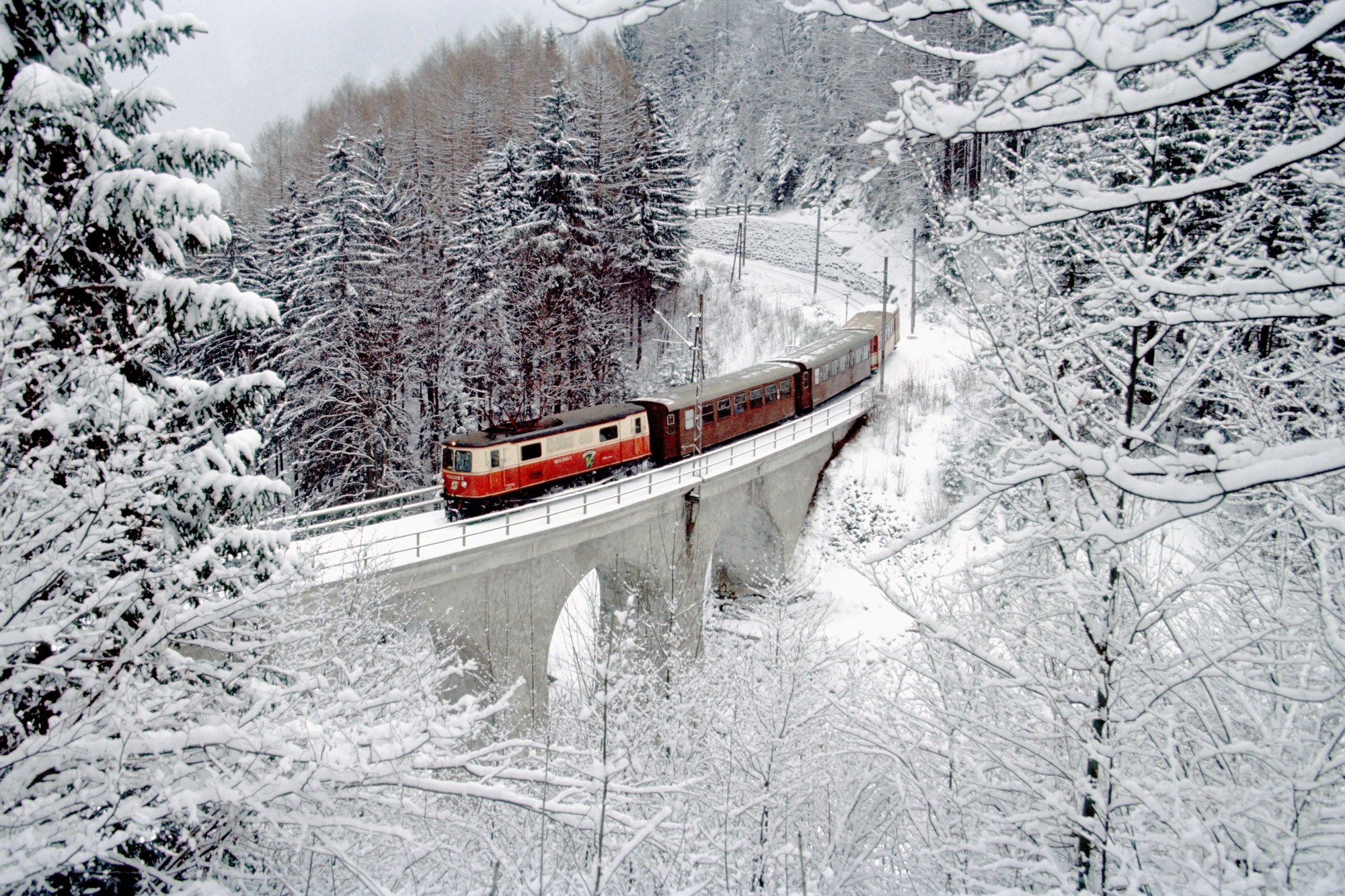
Viaducte de Heugraben
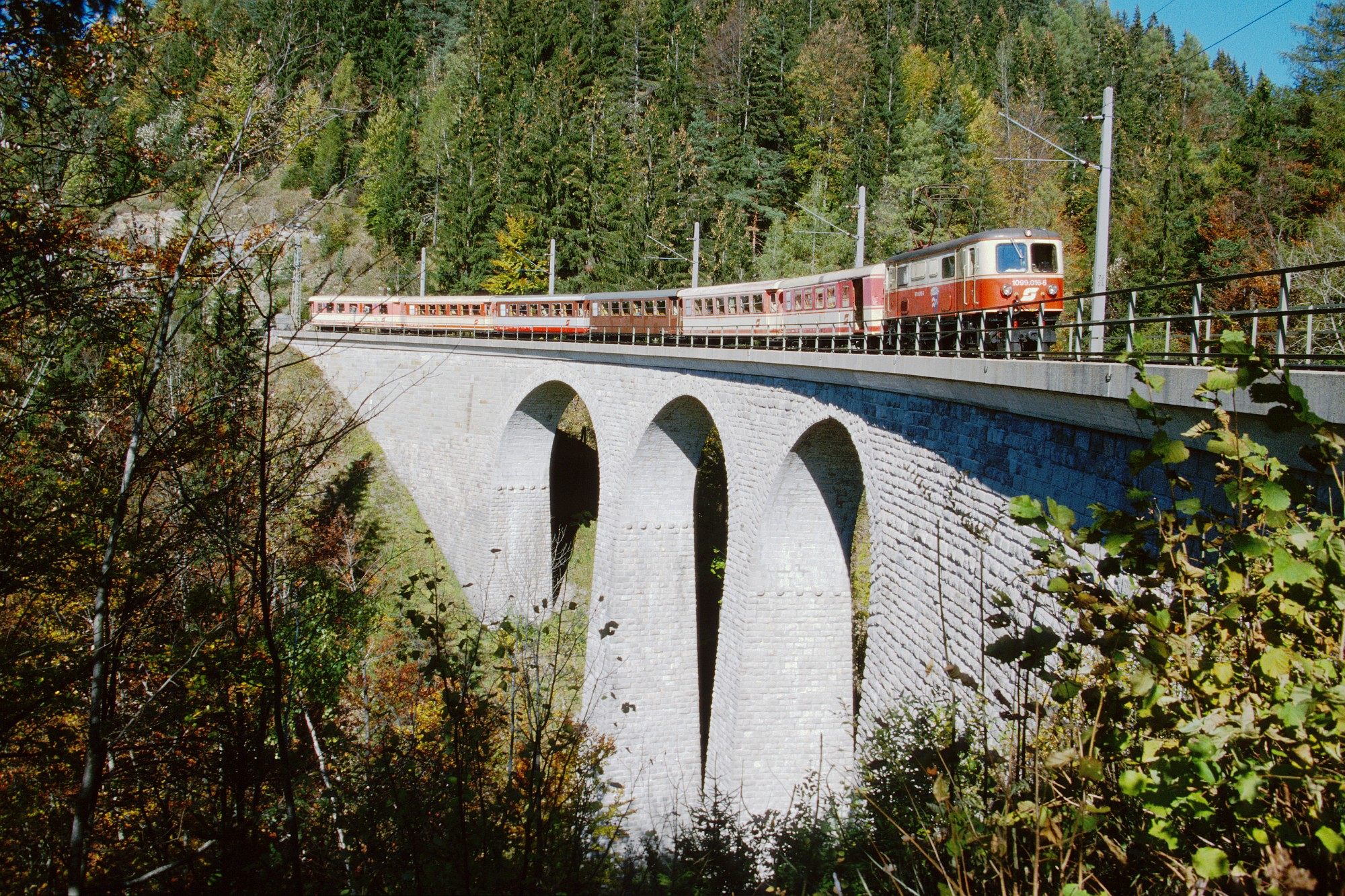
Viaducte de Saugraben
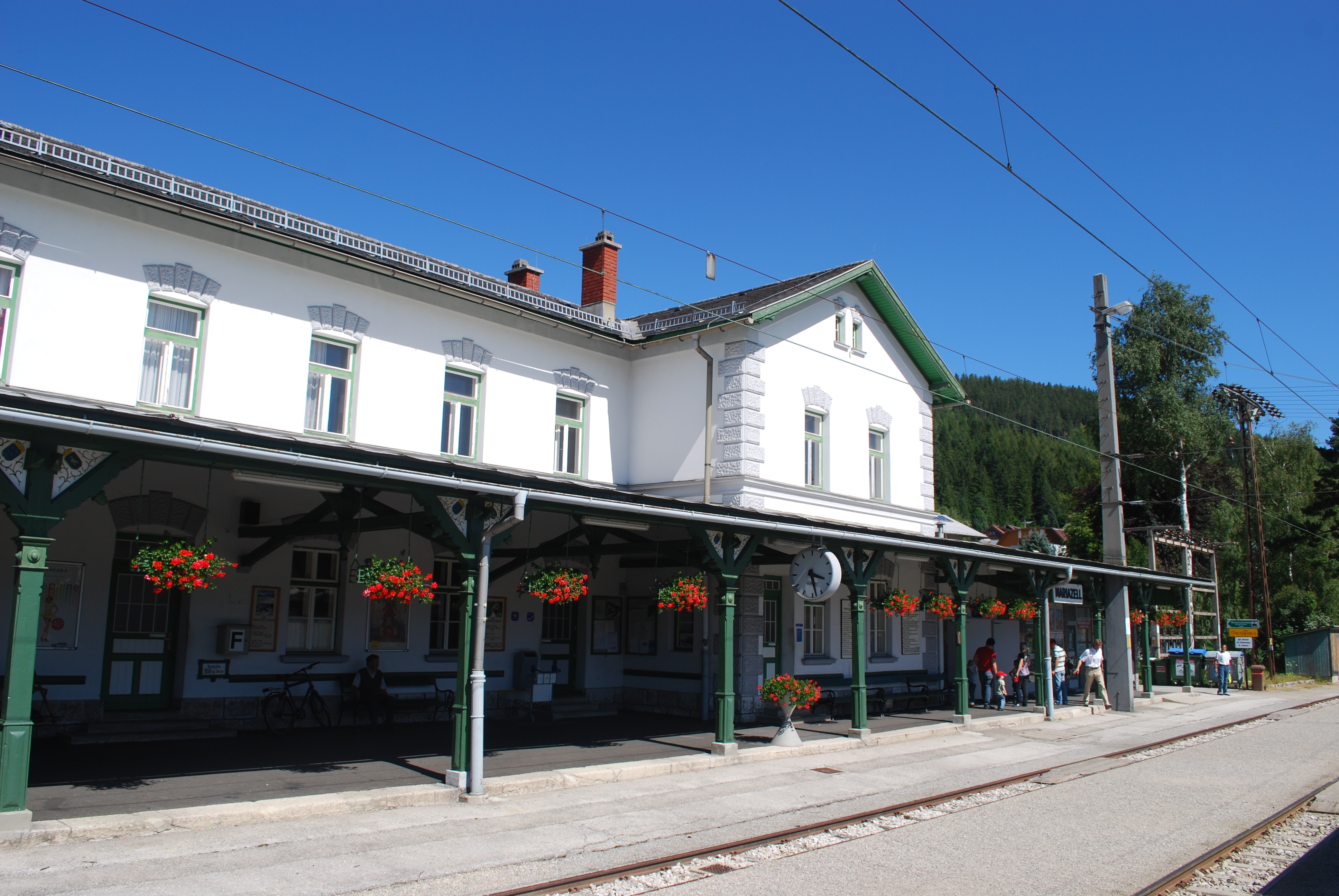
L'última parada en l'actualitat és Mariazell
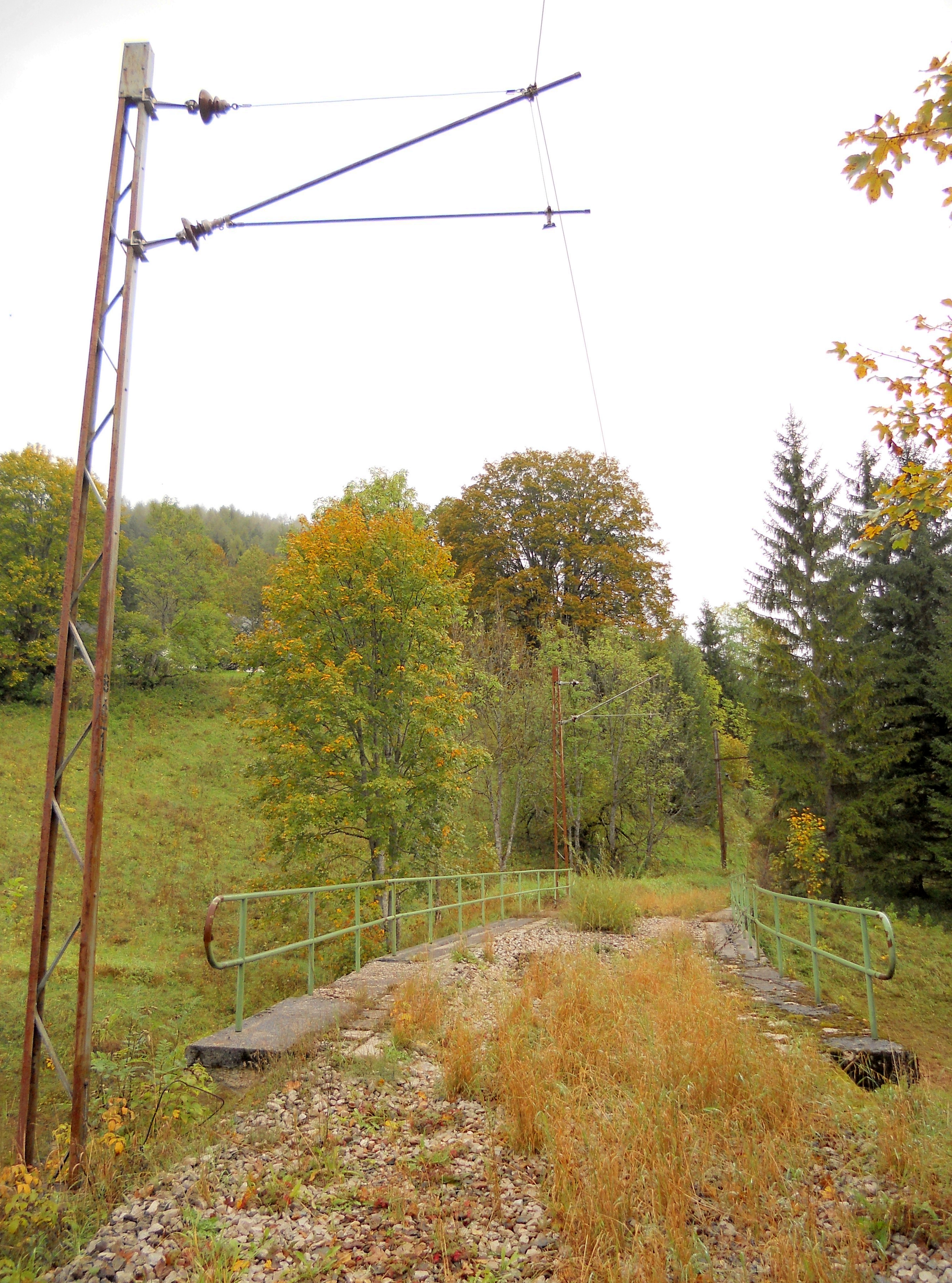
RESTES de l'antiga línia cap a Gußwerk en Teichmühle (Set. 2012)
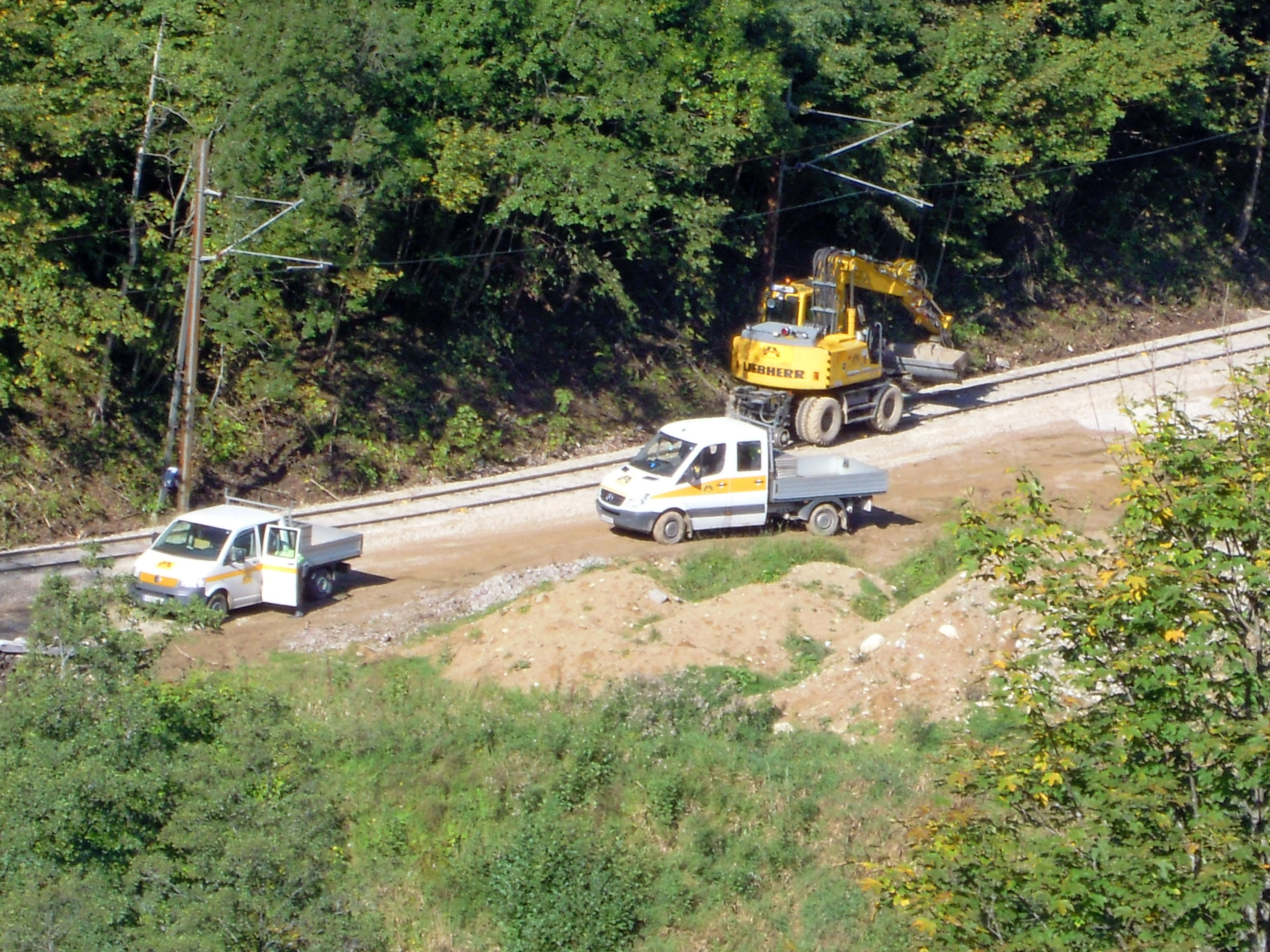
Treballs en l'antiga ruta de Gußwerk per a la renovació del tramvia museu cap al centre de la localitat de Mariazell (Set. 2012)

En Ober-Grafendorf es desvia el branc anomenat "Krumpe", no electrificat pels contrafors dels Alps en direcció Oest a través de Mank, Ruprechtshofen i Wieselburg, arribant finalment a Gresten. En Wieselburg la via estreta es creua amb la via d'ample normal del ferrocarril de Erlaub. La secció de Wieselburg cap a Gresten es va reconvertir a ample normal per simplificar el tràfic de mercaderies. El tràfic de passatgers només estava disponible en el marc de viatges especials després del canvi de carril.
El tram restant de via estreta de Ober-Grafendorf a Wieselburg va ser absorbit per la regió de Baixa Àustria en 2010 i tancat completament el mateix any amb el canvi d'horari del 12 de desembre. Mes recentment hi havia trens regionals entre Ober-Grafendorf i Mank, alguns dels quals anaven i venien de l'estació central de St. Pölten.

## Història

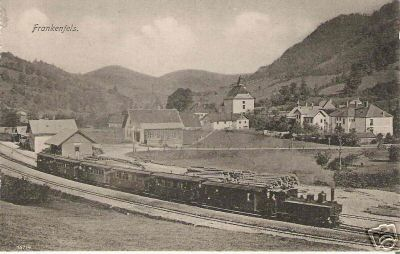
Tren de vapor a l'Estació de tren de Frankenfels al voltant de 1900

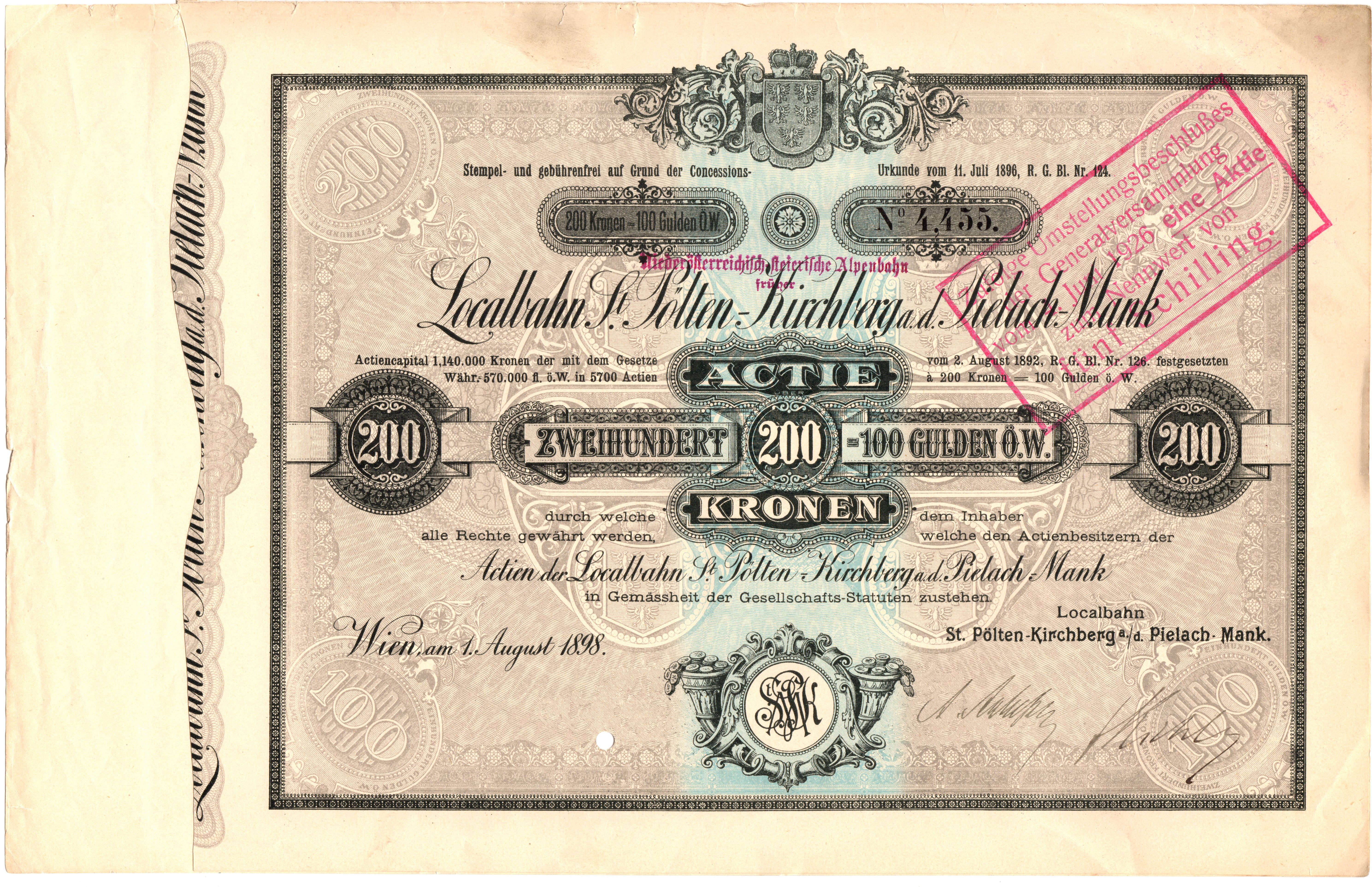
Acció de més de 200 Corones del ferrocarril de rodalies de St Pölten – Kirchberg, de 1. D'agost de 1898

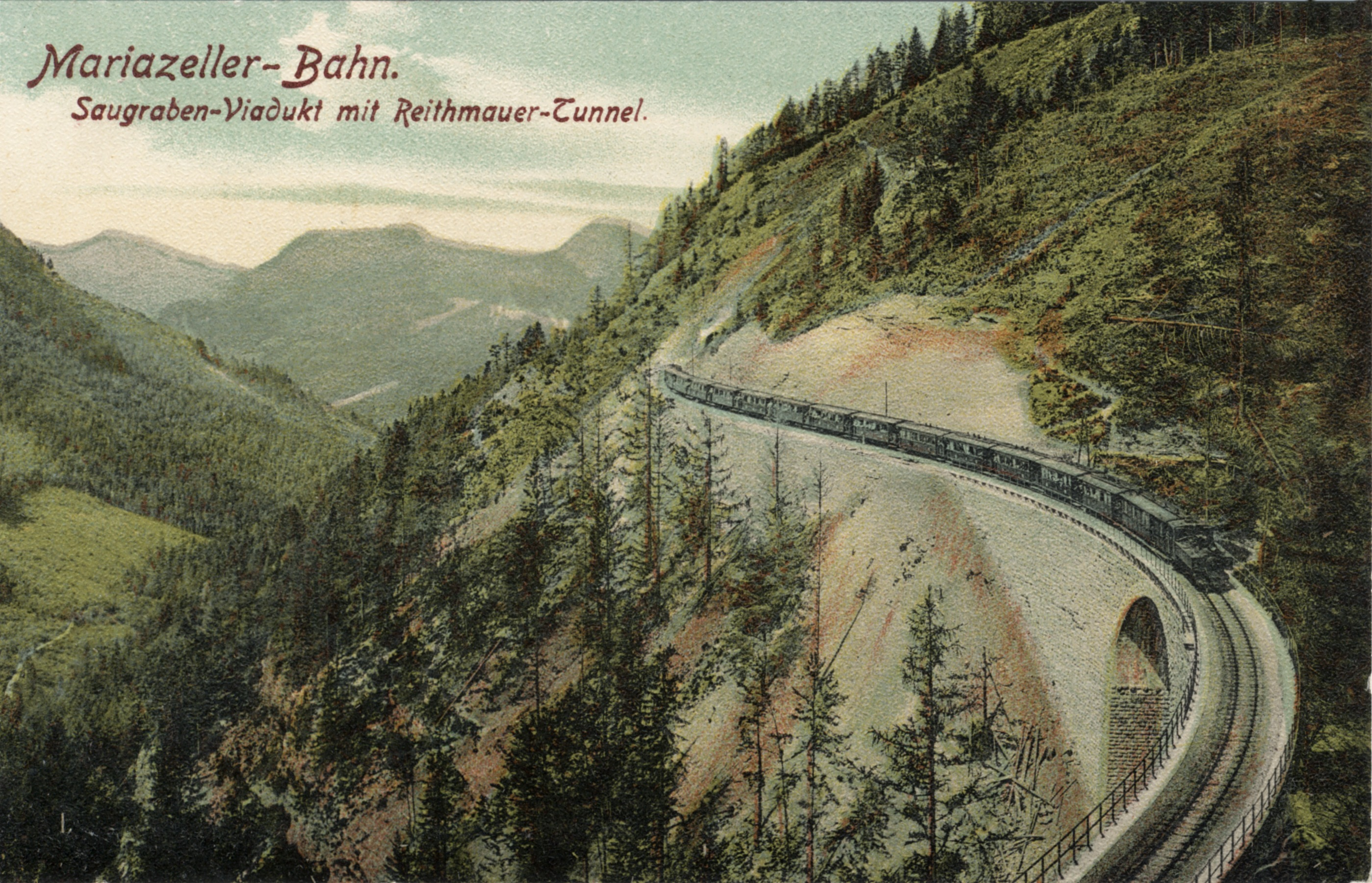
Tren amb Locomotora de la Sèrie Uv en el viaducte de Saugraben, 1908

El Santuari de Mariazell, va ser al segle xix un de les destinacions turístiques més visitades de l'imperi austrohongarès. Des de l'obertura de l'estació de la Westbahn (ferrocarril de l'Oest) en 1858 es va considerar la construcció d'un ferrocarril des de St. Pölten a Mariazell, i en les dècades següents es van considerar diverses opcions per estendre una línia d'ample normal als contraforts dels Alps en la baixa Àustria. Inicialment la construcció d'un ferrocarril des de St. Pölten per la vall del Pielach es va planejar de forma independent.

### Construcció i Vapor
Aquesta línia de ferrocarril per la vall del riu Pielach, que inclou el branc de Ober-Grafendorf a Mank, només es va decidir després d'aprovar-se la Llei de Ferrocarrils Provincials de la Baixa Àustria (Nö Landeseisenbahngesetz) de 1895; també es va tenir en compte l'ampliació a Mariazell. A causa de les dificultats del terreny, el ferrocarril havia de construir-se de via estreta. Com tots els projectes ferroviaris de via estreta de la monarquia austrohongaresa, l'administració militar va especificar un ample de via de 760 mm, ja que es podien reutilitzar vehicles per al servei militar dels ferrocarrils de Bòsnia i Hercegovina, si fos necessari. També es va planificar una connexió amb el ferrocarril Thörler en Estíria, que anava de Kapfenberg a Au-Seewiesen, com una nova ampliació. El juliol del 1896 es va atorgar la concessió de la societat anònima formalment independent del ferrocarril local St. Pölten - Kirchberg an der Pielach - Mank. Aquest mateix any, l'autoritat ferroviària de la Baixa Àustria, que més tard es va convertir en els Ferrocarrils Provincials de la Baixa Àustria, va iniciar la construcció i la planificació va estar a càrrec del sotsdirector Josef Fogowitz.
El 4 de juliol de 1898 es va inaugurar la línia principal de St. Pölten a Kirchberg i el branc a Mank, ambdues operades per la mateixa autoritat ferroviària estatal. Després d'obtenir el finançament, el parlament de la Baixa Àustria va decidir el 27 de gener de 1903 construir la continuació a Mariazell i Gußwerk. La construcció va continuar des de la primavera de 1904, en 1905 es va completar la línia de la vall del Pielach fins a Laubenbachmühle i, igual que la línia Mank - Ruprechtshofen, es va inaugurar el 5 d'agost de 1905. Per a la continuació cap a Mariazell, la ruta que conduïa a través d'un terreny geològicament més favorable i tenia les longituds de túnel més curtes es va seleccionar entre tres variants que havien estat preseleccionades. El túnel de Gösing de 2369 metres de longitud, el túnel més llarg d'una línia de via estreta austríaca, es considera una estructura individual excepcional. En 1906, la ruta de muntanya es va completar fins a tal punt que es va poder iniciar el tràfic de passatgers a Mariazell i en l'estiu del mateix any es va obrir la línia a Gußwerk. El tram de Mariazell a Gußwerk es va construir a instàncies de la regió d'Estíria, de la qual depenia la seva participació financera en el ferrocarril alpí.
El ferrocarril alpí de la baixa Àustria a Estíria (Niederösterreichisch-Stteirische Alpenbahn), com es deia oficialment al ferrocarril de Mariazell s'havia completat. A causa de l'esclat de la Primera Guerra Mundial, ja no es van realitzar els plans, que estaven molt avançats, per a l'extensió sobre el Seeberg d'Estíria com a connexió amb el ferrocarril del Thörler i, per tant, amb la xarxa ferroviària d'Estíria. També es va ometre la construcció d'una connexió amb el ferrocarril de la vall de Ybbs, pel qual es van elaborar diverses propostes de ruta.
En la secció de muntanya, la tracció es va realitzar inicialment amb locomotores de vapor de les sèries Mh i Mv desenvolupades especialment per a aquesta línia, que aviat van resultar ser insuficients. L'afluència de passatgers va ser tan gran que de vegades es va ometre tota la publicitat sobre el ferrocarril alpí, cada vegada més popular. En el transport de Mercaderies, es transportava, a més de productes agrícoles i minerals d'empreses mineres locals, especialment la fusta dels boscos de muntanya. La fusta es va mantenir com a càrrega predominant del ferrocarril de Mariazell fins que es va detenir el tràfic de mercaderies. Ja en 1909, els vagons de mercaderies d'ample normal es transportaven sobre bastidors rodants, fins a on ho permetia el gàlib.

### Electrificació
Es van considerar diversos escenaris per augmentar el rendiment, incloent l'expansió de doble via i la compra d'un tipus de locomotores de vapor encara més potent. Fins i tot abans de la finalització de la línia a Mariazell i Gußwerk va portar el Director en funcions de l'autoritat ferroviària estatal, Eduard Engelmann Jr, que va fer la proposta d'electrificació del ferrocarril de Mariazell amb corrent altern monofàsic.

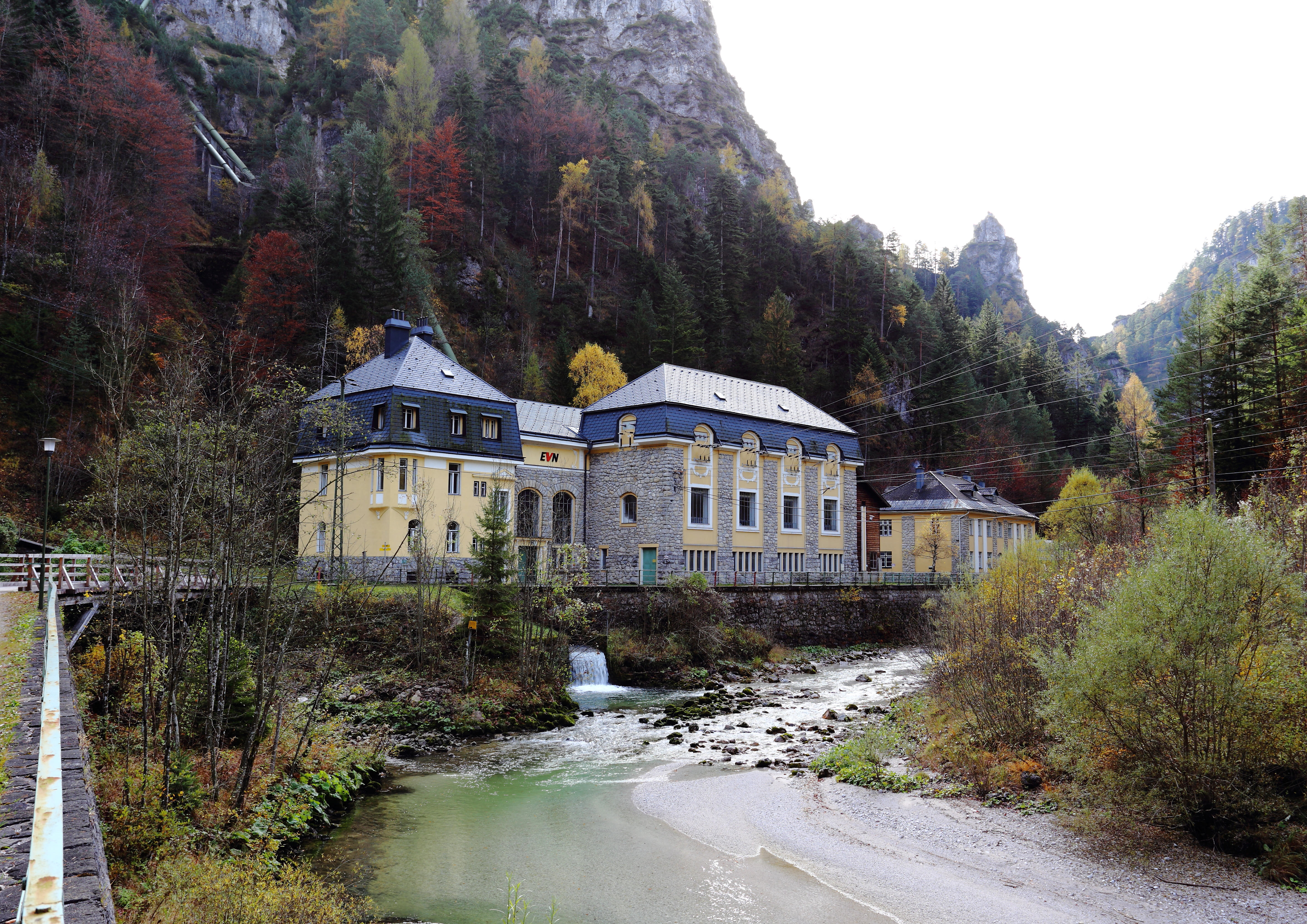
Vista nord de la construcció de la Central de Vienerbruck, 1908-1911

Aquesta proposta va ser considerada revolucionària. Mai abans s'havia electrificat una línia de ferrocarril d'aquesta llargada, en la qual s'anava a produir un tràfic similar a la línia principal. En aquesta època, només es coneixia la tracció elèctrica dels tramvies i trens lleugers de rodalies que funcionaven íntegrament amb corrent continu de baixa tensió. Només el ferrocarril de la vall de Stuib, construït en 1904, ja s'havia electrificat amb corrent altern. Malgrat la feroç oposició, Engelmann va poder imposar les seves visions, de manera que el projecte, que ja havia estat elaborat detalladament des de 1906 va ser aprovat al desembre de 1907. El treball es va dur a terme en quatre anys fins a 1911: A més la construcció de les instal·lacions tècniques, el major projecte individual de les quals va ser la central elèctrica de Wienerbruck, es van desenvolupar i van adquirir les locomotores elèctriques de la sèrie 1099 utilitzades fins a l'any 2013.
Nombrosos conceptes es van realitzar durant la implementació del projecte, pels quals fins llavors no existia cap model. L'experiència adquirida en l'electrificació del ferrocarril de Mariazell ha marcat la tendència en projectes posteriors d'electrificació de la xarxa ferroviària austríaca. A diferència dels tramvies, la línia aèria de contacte es va construir utilitzant estructures de suport sòlides i pals d'acer; el disseny de les locomotores amb dos bogis accionats per separat correspon al mètode de construcció que encara s'utilitza en l'actualitat. Les centrals elèctriques necessàries per al subministrament d'energia i construïdes en les condicions més difícils del paisatge muntanyenc, també es van utilitzar per subministrar electricitat a la regió i van constituir la pedra angular de l'empresa regional d'energia de la Baixa Àustria NEWAG, l'actual EVN AG.

### Des de la Primera Guerra mundial fins a 1945
Durant la Primera Guerra Mundial, es van construir diverses Locomotores de vapor i nombrosos vagons per a ús bèl·lic, entre elles les locomotores Mh.1 a Mh.5, que no van tornar de Sarajevo fins a 1920.
En 1922, els Ferrocarrils federals austríacs (ÖBB) van prendre el ferrocarril de Mariazell dels ferrocarrils regionals de la Baixa Àustria, ja que havien travessat dificultats financeres. Després de l'annexió d'Àustria al Reich alemany, el ferrocarril a Mariazell es va integrar en la Deutsche Reichsbahn en 1938, com totes les altres línies ferroviàries de la ÖBB. Durant els anys de la guerra 1944 i 1945, la destrucció i els danys causats per actes de guerra es van produir en diversos llocs, especialment en les rodalies de St. Pölten.

### Després de 1945

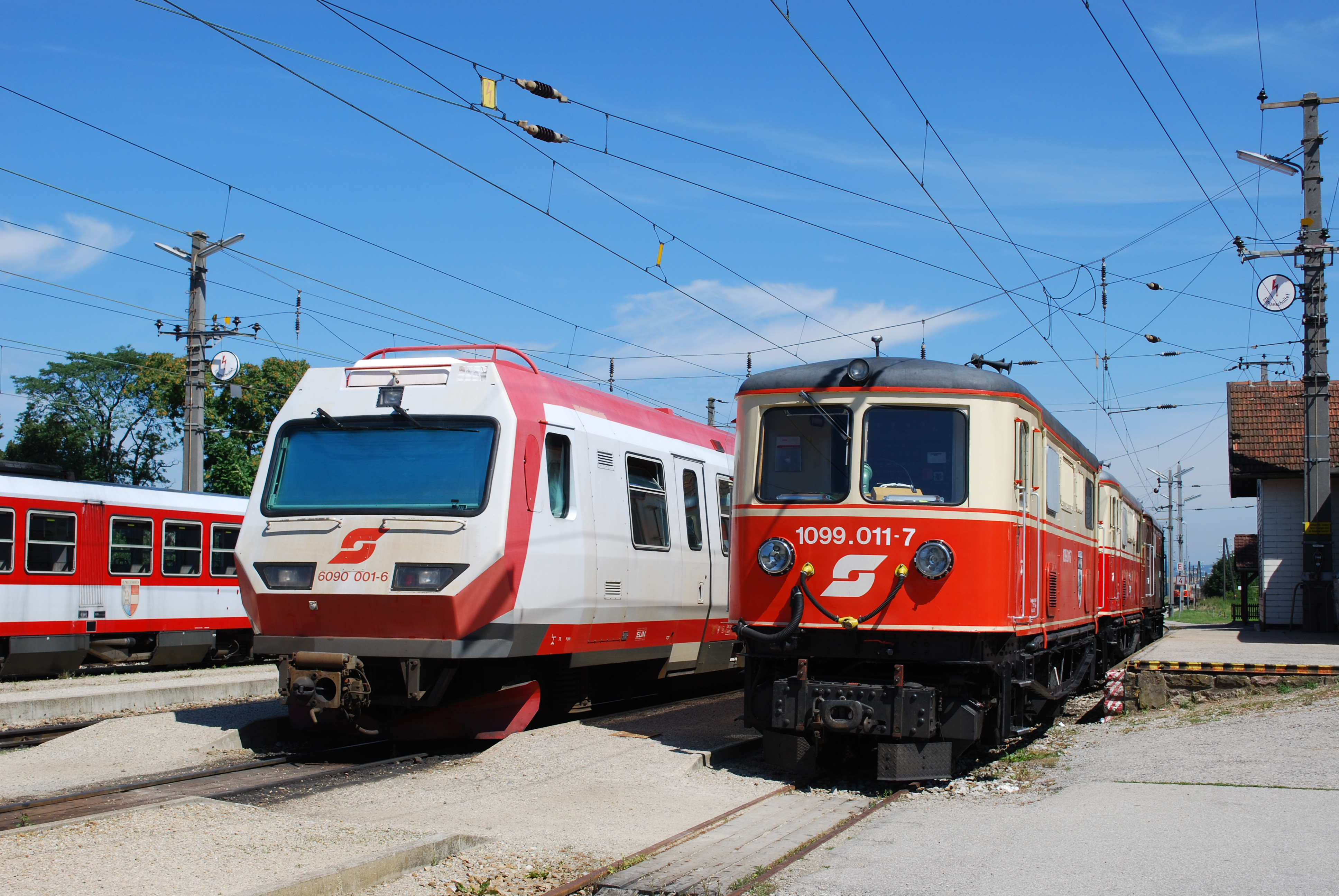
Nou (ÖBB 4090) i Vell (ÖBB 1099) en Ober-Grafendorf

Després de la Segona Guerra Mundial, les antigues línies ferroviàries nacionals van romandre a la ÖBB, els vehicles es van incloure en el nou esquema de numeració a partir de 1953. En els anys següents es van realitzar diverses correccions menors a la ruta. Entre 1954 i 1957, es van muntar noves superestructures d'acer de construcció uniforme en els baixos dels vagons de passatgers. En la dècada dels 60, alguns vagons es van allargar soldant peces intermèdies. Aquesta conversió de la flota de vehicles i la conversió del branc a dièsel van ser les mesures de modernització més importants. En 1984 es van substituir els últims carros de transport (Rollböcke) per plataformes rodants (Rollwagen).
El ferrocarril de Mariazell també es va veure afectat per l'ona d'ajustos de trens en la Baixa Àustria de 1988. El tràfic de mercaderies amb vagons de via estreta en la línia de muntanya es va abandonar completament, i es va interrompre la circulació en el curt tram de Mariazell a Gußwerk. Només es van realitzar transports de fusta en vagons de via estreta durant uns anys més, després que s'interrompés el tràfic de mercaderies cap a Mariazell. El 31 de desembre de 1998, la ÖBB va interrompre el transport de mercaderies en material convencional sobre plataforma en la ruta de la vall.

### Des de l'any 2000
Aproximadament a partir del 2000, la ÖBB es va plantejar la venda o l'abandó del ferrocarril de Mariazell. No obstant això, fins a l'11 de desembre de 2010, el ferrocarril va seguir sent explotat per la ÖBB en nom i a costa de l'Estat Federat de la Baixa Àustria. A la tardor de 2003, com un dels varis escenaris futurs, es va tenir en compte l'ample de via normal de la ruta de la vall entre St Pölten i Kirchberg an der Pielach, que era important per al tràfic escolar i de rodalies; per a la resta de la ruta de via estreta s'havien buscat conceptes de comercialització més orientats al turisme. Entre St. Pölten i Ober-Grafendorf es van realitzar extensos treballs de reparació en la primavera del 2007 amb motiu de la visita del Papa/Papa a Mariazell, aquest projecte ja no es discuteix. En 2007, per iniciativa de NÖVOG, es va enviar a la línia un tren renovat de nou disseny per promoure el tràfic turístic. Aquest tren s'utilitza diàriament en tota la línia sota el nom de "Ötscherbär" i és arrossegat per una locomotora pintada de marró de la sèrie 1099, seguint l'esquema de color original de les locomotores elèctriques.

#### Adquisició per part de NÖVOG 2010

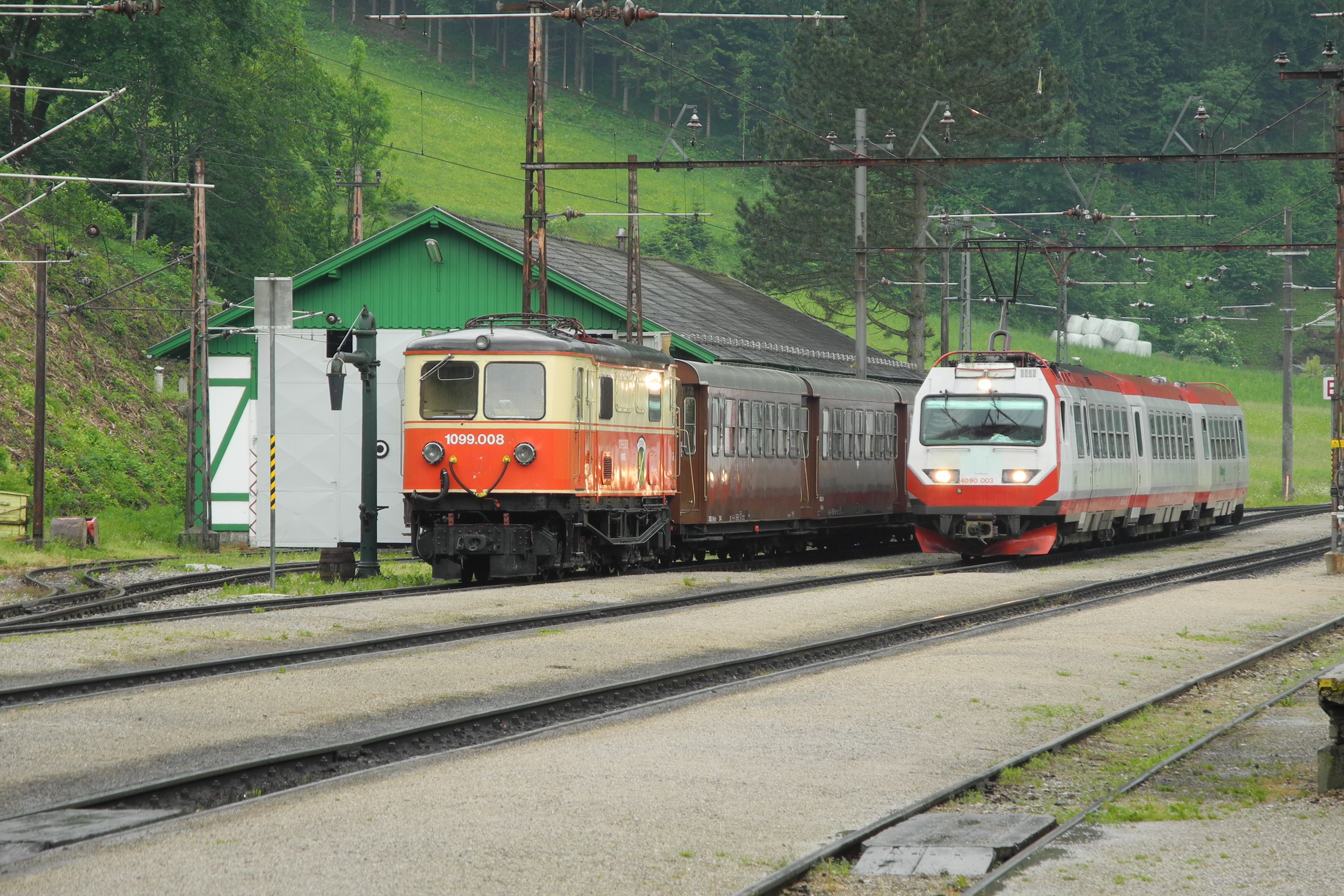
Després de l'adquisició per part de la NÖVOG es presenten els vehicles de moment sense Logotip.

Des del 12 de desembre de 2010 la Niederösterreichische Verkehrsorganisationsgesellschaft (NÖVOG) és la propietària i operadora del ferrocarril de Mariazell. L'11 de novembre de 2010, el govern regional de la Baixa Àustria va anunciar la subscripció del contracte per a l'adquisició de nou automotors elèctrics i quatre vagons panoràmics a Stadler Rail, que operaran sota el pseudònim de "Himmelstreppe" (escala al cel), que és la línia R8 de NÖVOG. Els nous vehicles realitzen ara el manteniment en Laubenbachmühle, on des de desembre de 2011 s'ha construït una nova estació que inclou un centre d'operacions, que consta d'un taller i una cotxera, per 20 milions d'Euros. A partir de Setembre de 2013, va circular la primera composició Himmelstreppe que va operar segons el programat.
Des del 27 de octubre de 2013, el tràfic programat per al ferrocarril de Mariazell només opera amb els automotores "Himmelstreppe"; les velles locomotores de la Sèrie 1099 van ser totalment reemplaçades a la programació de tràfic. Des de la temporada d'estiu del 2014, els nous vagons panoràmics i el "Ötscherbär" s'han utilitzat alternativament amb tracció a vapor o elèctrica en unes composicions nostàlgiques.
El ferrocarril de Mariazell va ser el focus de l'Exposició Provincial de la Baixa Àustria en 2015.

### Les obres de construcció de 2016
Per a la realització de treballs de construcció en la via, pals de catenària, línies d'alta tensió, estacions i sistemes de seguretat en dos passos a nivell, el ferrocarril de Mariazell es va bloquejar en tota la ruta de St. Pölten a Mariazell des del 30 de març al 12 de maig de 2016, és a dir mes i mig. Es va oferir un servei d'autobús de substitució dels trens amb horaris de sortida d'autobusos gairebé idèntics.

## Calendari
Des de desembre de 2011, gairebé totes les sortides s'han alineat amb el temps de simetria normal a Europa central, la qual cosa garanteix connexions simètriques en St. Pölten. Els dies laborables hi ha un servei cada mitja hora des de Laubenbachmühle cap a St. Pölten. Durant el dia, circularà cada dues hores en la secció de muntanya i cada hora en la secció de la vall. Del 25 d'abril a l'1 de novembre de 2015 va haver-hi una circulació per hora en la ruta de muntanya durant l'Exposició Nacional de la Baixa Austria. Els encreuaments de tren solen ser en Klangen, Loich i el apartador d'Ober Buchberg.

## Material rodant

### Locomotores

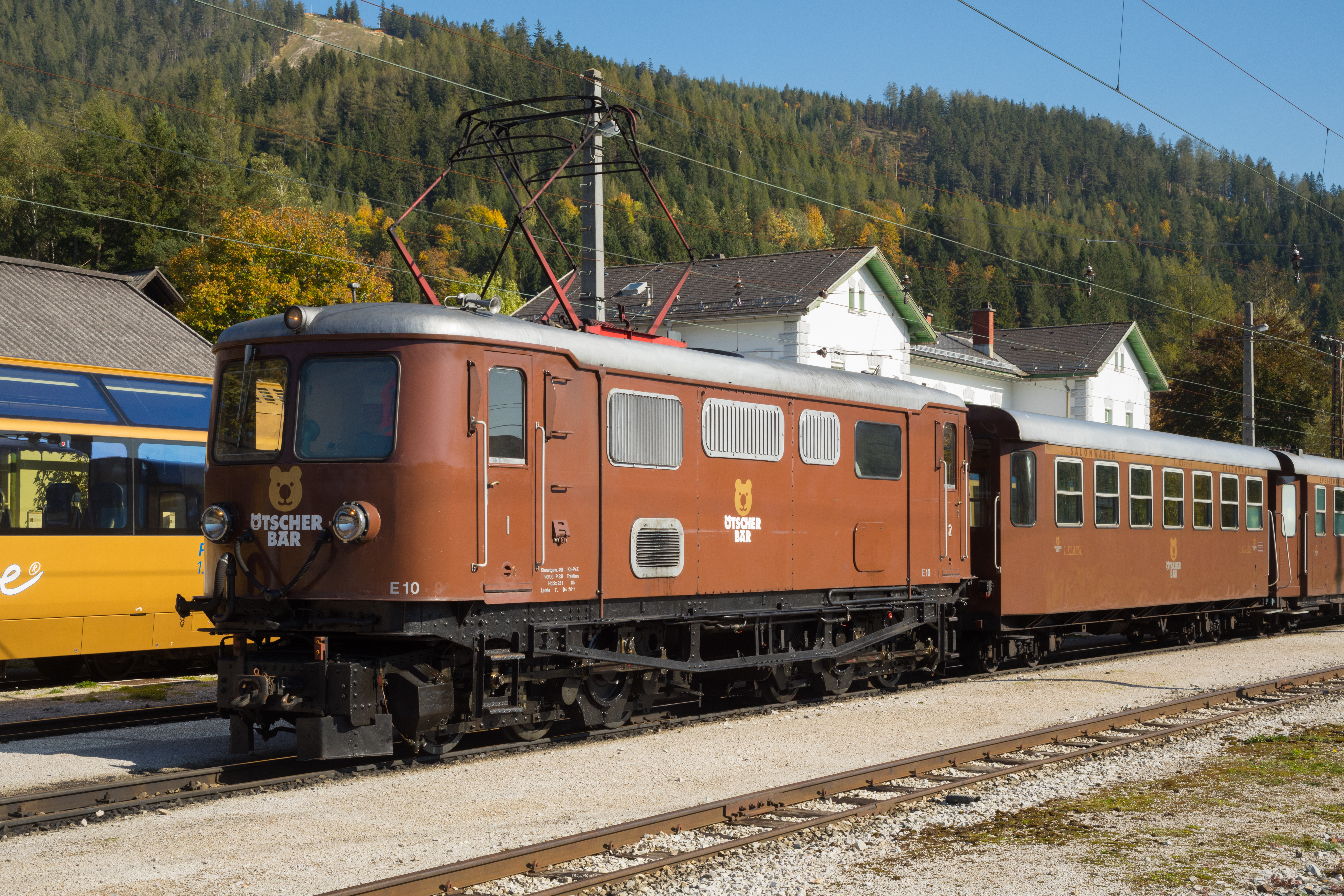
Una 1099 després de l'adquisició per NÖVOG, arrossegant el Ötscherbär

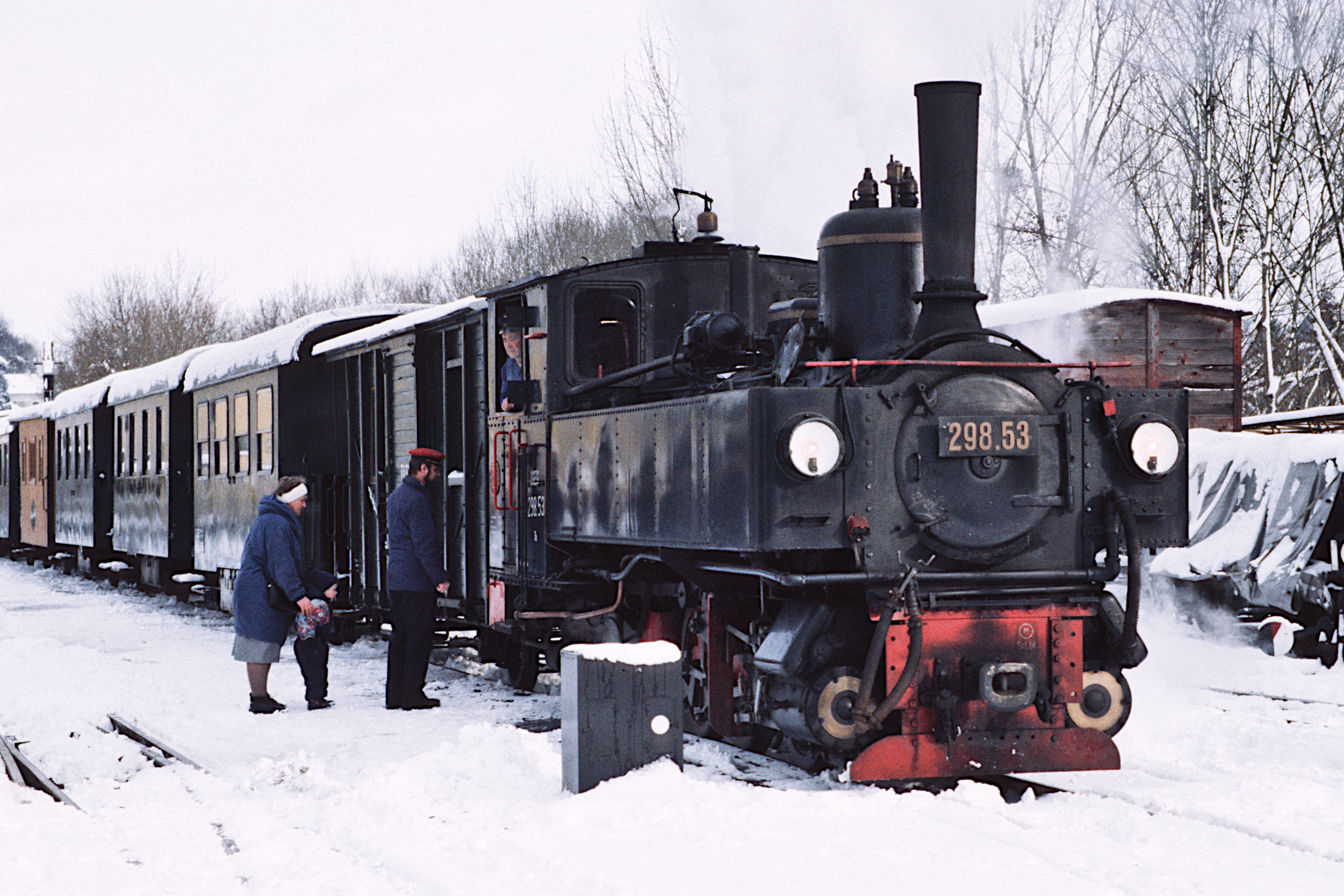
Una de les locomotores de la classe O de la Mariazellerbahn està operativa en el ferrocarril de Estíria

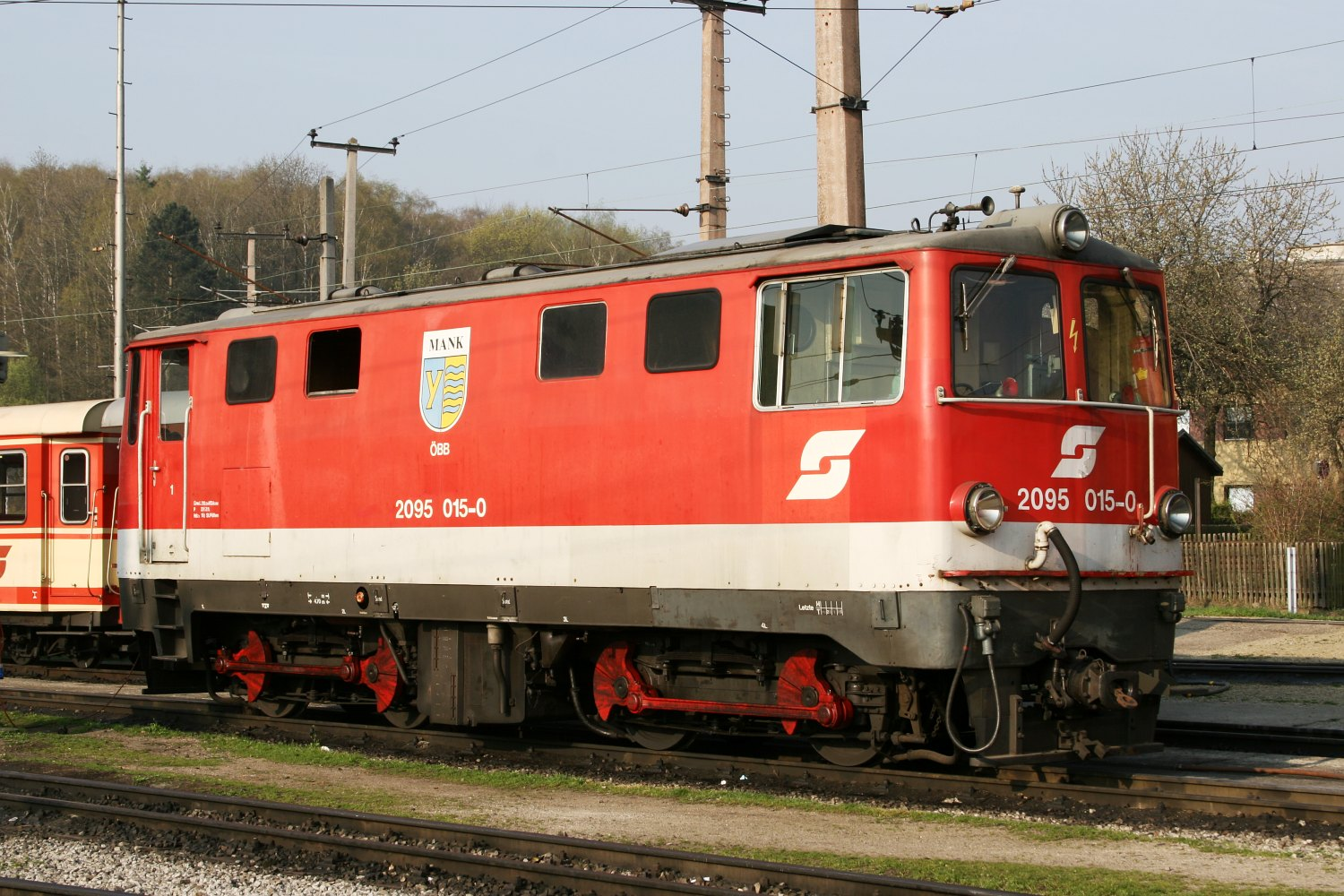
Una locomotora dièsel de la classe 2095 en St. Pöltner Alpenbahnhof

Per a l'obertura dels primers trams de via en 1898 es van adquirir les quatre locomotores NÖLB de la ja provada sèrie U del ferrocarril de la vall del Mur, que juntament amb els habituals cotxes de bogis de passatgers i vagons de mercaderies van formar l'equipament bàsic d'aquesta línia. La flota es va complementar en 1903 amb vagons de dos eixos construïts per Komarek a Viena que es van utilitzar per a trens de menor afluència. En l'obertura de la segona part del traçat entre Kichberg i Laubenbachmühle en 1905 i ja pensant en la ruta de muntanya cap a Mariazell, es van desenvolupar dues locomotores addicionals de la sèrie U.
Per a l'extensió a Mariazell es necessitaven locomotores de més potència. La fàbrica de locomotores Krauss de Linz va presentar el projecte d'una locomotora de 4 eixos accionats i un tender de suport, que es va realitzar en 1906 amb quatre exemplars amb transmissió de vapor sobre-escalfat. Les locomotores van rebre la designació del tipus Mh (en la ÖBB sèrie 399). En 1907 li van seguir dues locomotores més de vapor compound conegudes com a Mv. Com aquestes no van demostrar la seva vàlua, el lliurament de dues locomotores l'any 1908 es va realitzar amb vapor sobre-escalfat. Amb la finalitat de transportar el nombre esperat de passatgers, es van comprar un gran nombre de vagons de passatgers de 4 eixos, que eren comparables en equipament amb vehicles d'ample de via normal. També en 1906, es van lliurar tres automotores de vapor més grans, que podrien usar-se reforçats amb diversos cotxes.
En 1904, com a locomotora de maniobres i per a trens de construcció, la NÖLB va adquirir la P.1, probablement per a finalitats similars en 1907 va afegir la NÖLB R.1, però no formava part de la flota de vehicles, per la qual cosa es va vendre de nou en 1913.
En 1911 per a l'electrificació que es va realitzar entre 1911 i 1914 es van lliurar un total de 16 locomotores de la sèrie E. Per tant, la tracció a vapor en la línia troncal va acabar després de només cinc anys. Els automotors a vapor es van vendre, la majoria de les locomotores de vapor van romandre en el branc, algunes locomotores es van reubicar en els ferrocarrils de via estreta del Waldviertel.
Amb la prolongació del branc fins a Gresten, van arribar noves locomotores de vapor de la sèrie P i Uh a la xarxa de via estreta de St. Pölten. En la dècada de 1930 es van provar les primeres locomotores dièsel. No obstant això el tipus de locomotora designat com 2040 /s (ÖBB 2190) només era adequat per arrossegar trens lleugers de passatgers, i poc després es va introduir la locomotora amb bisell 2041 (ÖBB 2091) lleugerament més potent. En solitari, la locomotora amb tender 99 1301, que havia estat preparada en 1940 en el taller de reparació de Reich de Linz a partir d'una antiga locomotora de la ČSD va funcionar des de 1940 fins a 1943 abans de ser lliurat a un ferrocarril forestal gallec.
A partir de 1960 es van rebre les locomotores elèctriques, des de llavors es van conèixer com la sèrie 1099, van rebre nous bastidors; els vagons de passatgers van rebre també noves caixes d'acer unificades (Spantenwagen). Des de 1962, les locomotores de vapor van ser reemplaçades per les noves locomotores dièsel de la sèrie 2095. Les locomotores de la sèrie 399 es van enviar al Waldviertel, les altres es van retirar.
En la línia troncal les locomotores elèctriques van treballar fins al 27 d'octubre del 2013, amb gairebé 100 anys d'antiguitat, fent-se càrrec amb els mateixos vells vagons de passatgers. La 1099 era, per tant, la locomotora elèctrica més antiga del món, que fins llavors encara s'usava diàriament en la ruta per la qual es va construir originàriament. Mentrestant, han estat reemplaçats pels nous "Himmelstreppe" o "escala al cel", a excepció de les locomotores marrons del Ötscherbär. Una part de les locomotores estacionades són administrades pel club Mh6, mentre que la resta va ser comprada per una companyia romanesa de via estreta, la CFI.
Per als trens nostàlgics estacionats en Ober-Grafendorf s'utilitza la locomotora de vapor Mh.6 que s'utilitzava en la dècada de 1990 com a iniciativa privada d'alguns treballadors del ferrocarril de Mariazell i que ha estat engegada en el seu estat original per a la ruta de muntanya.
En ocasions especials, com per exemple, els festivals de via estreta bi-anuals (anys senars), se celebren parades de tren en Ober-Grafendorf i altres municipis de la vall del Pielach, i també es conviden locomotores d'altres ferrocarrils de via estreta. Aquestes invitacions inclouen la 83-760 del Club 760, la Yv.2 del ferrocarril de la vall de Ybbs o la 699,103 del ferrocarril de la vall de Steyr.

### Automotors

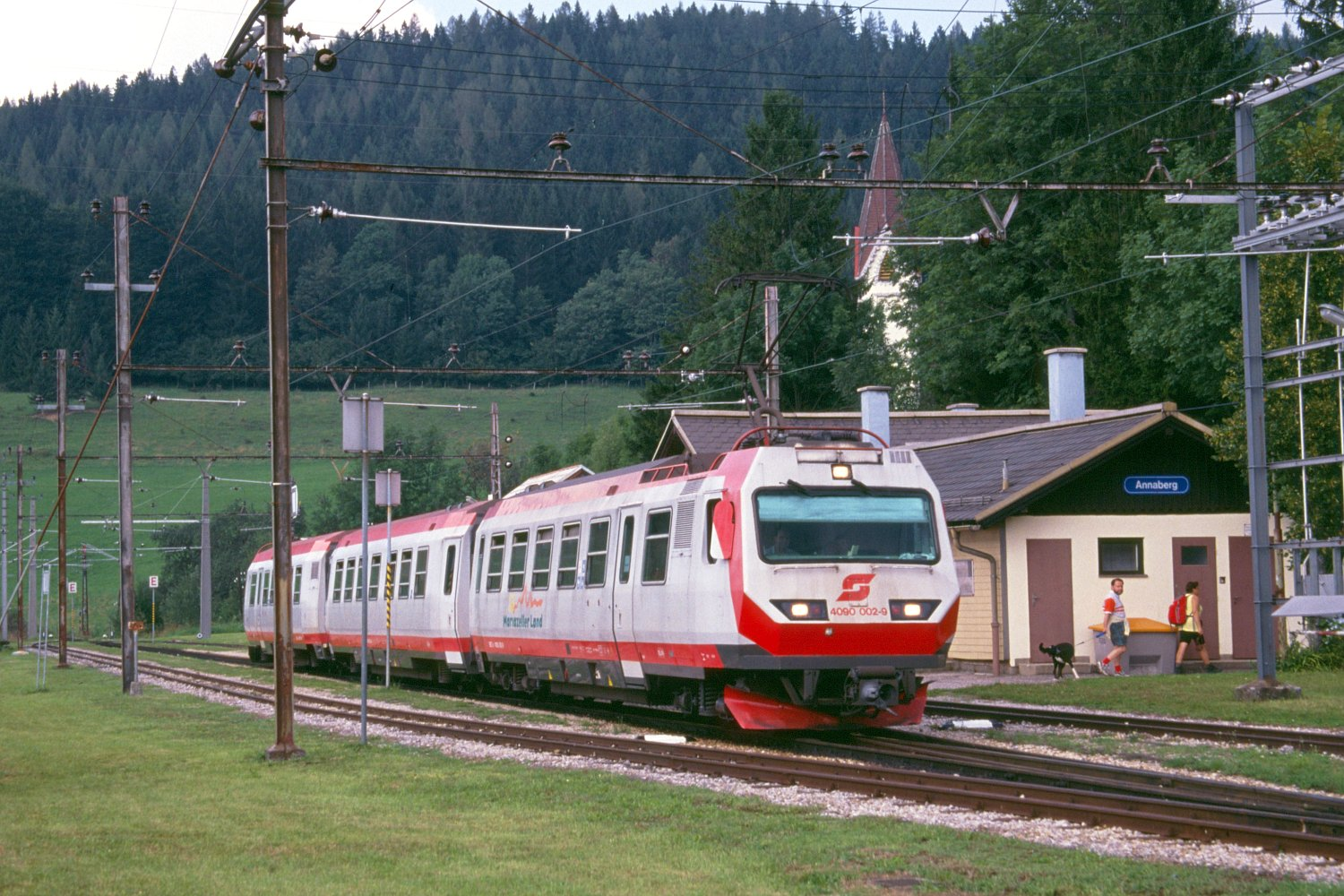
Un automotor de la sèrie 4090 en l'estació de tren de Annaberg

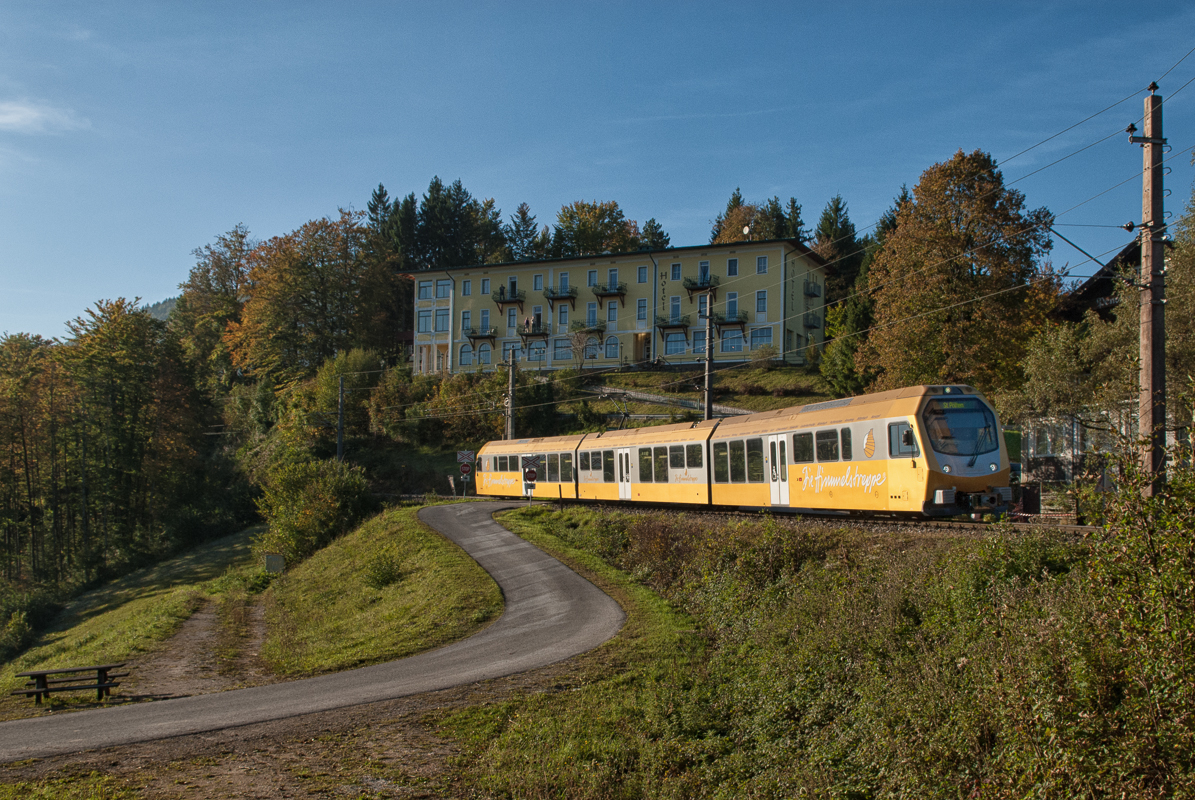
Himmelstreppe de NÖVOG abans d'entrar en l'estació de tren de Winterbach (2013)

De 1994 a 2013, es van desenvolupar dos automotores elèctrics de la sèrie 4090, però no produïts en gran quantitat, es van utilitzar a la línia principal fins a Mariazell. Per als recorreguts amb menys viatgers de la ruta de la vall, es van utilitzar els automotores dièsel de la sèrie 5090; aquests també es van utilitzar en el branc de Mank, on també es van utilitzar les locomotores de la sèrie 2095.

#### Himmelstreppe (escala al cel)
Per a la renovació del ferrocarril de Mariazell el land de la Baixa Austria, va adquirir nou automotors articulats (NÖVOG ET1 ET9) a partir de desembre de 2012, que es van fer coneguts amb el nom d'Himmelstreppe. La licitació per les unitats múltiples la va guanyar la companyia suïssa Stadler Rail. Aquests trens de tres unitats son suficientment potents per arrossegar vagons addicionals en la via amb més pendent a una velocitat màxima de 90 km/h. Després de proves exhaustives, els conjunts de trens es van utilitzant gradualment en el trànsit de viatgers. Des de finals d'octubre del 2013, els nous trens ha reemplaçat el vell material rodant (excepte el tren turístic "Ötscherbär").

#### Vagons panoràmics
Al desembre de 2013 es va lliurar el primer dels quatre cotxes panoràmics (NÖVOG P1–P4) de la comanda. Els cotxes panoràmics completen la flota dels Himmelstreppe. Tres dels quatre cotxes panoràmics són de primera classe amb una disposició de seients de llarga distància per 36 passatgers, mentre que el quart vagó panoràmic té capacitat per 33 passatgers, atès que té una cuina integrada. Altres característiques inclouen aire condicionat complet, reposa-braços plegables, ampli espai per a les cames i un sistema d'informació dels passatgers de darrera generació. Des de l'estiu de 2014, els quatre cotxes estan operatius en la línia.

### Cotxes

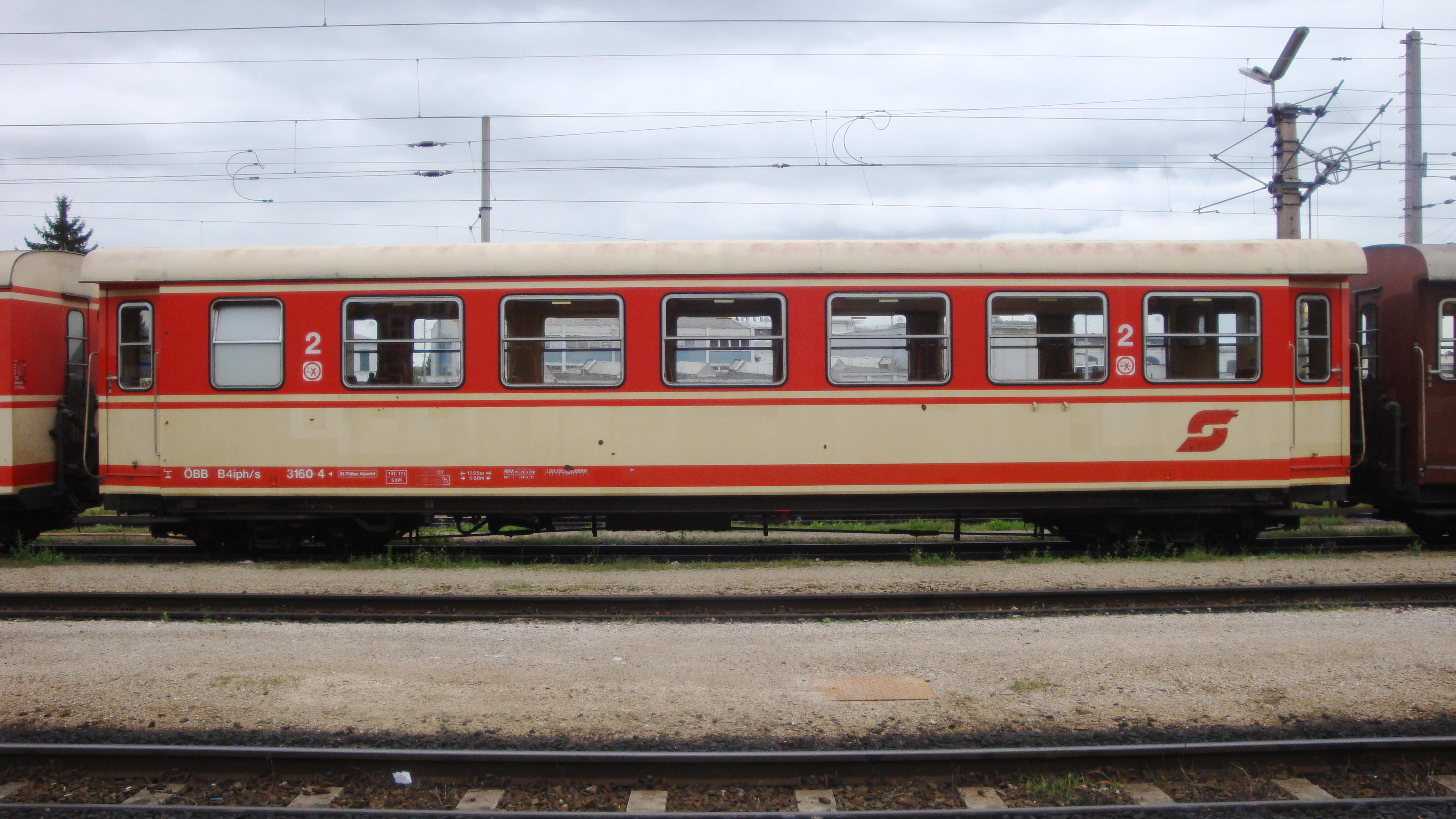
Cotxes amb disseny Jaffa

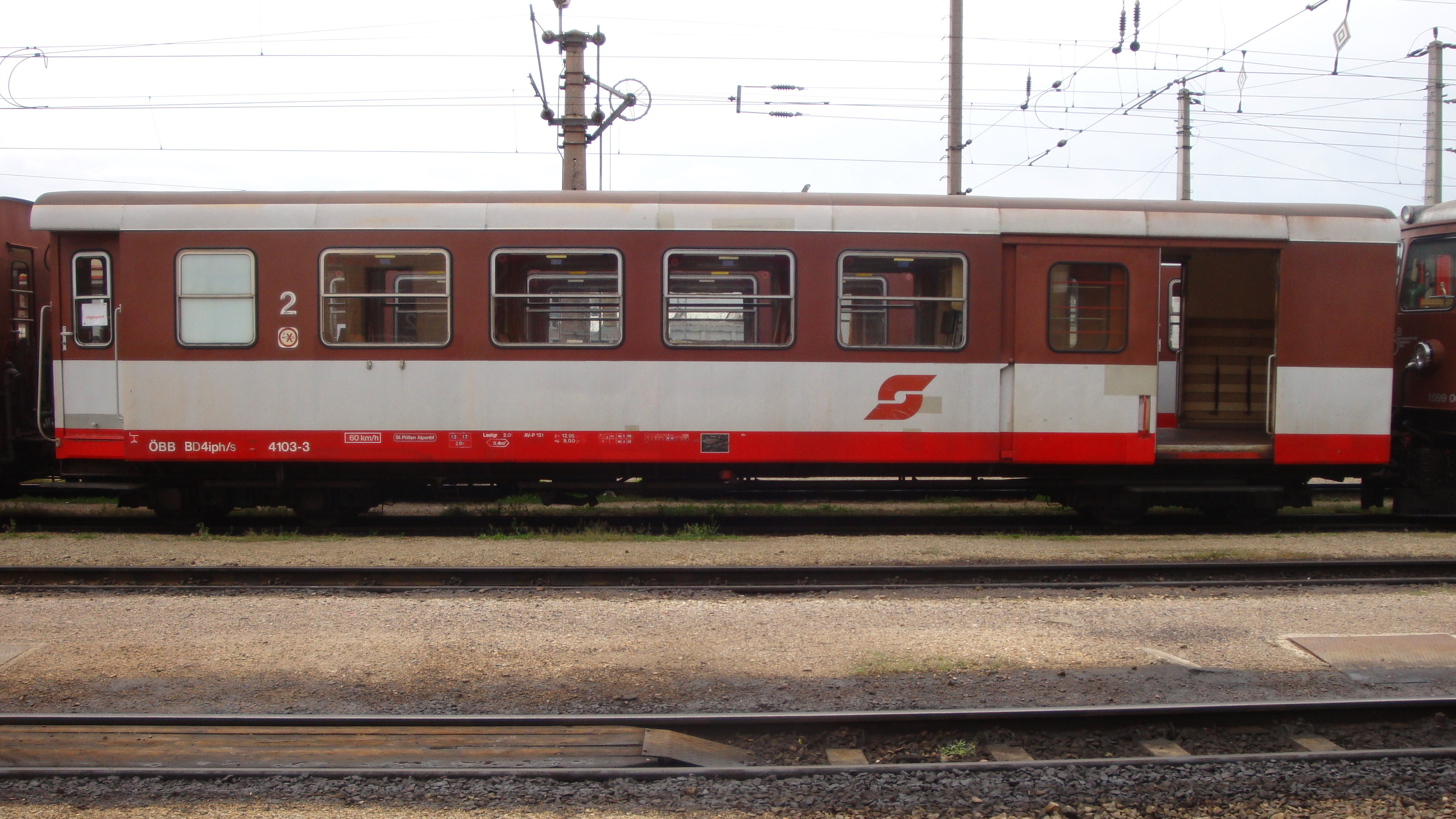
Disseny Valousek

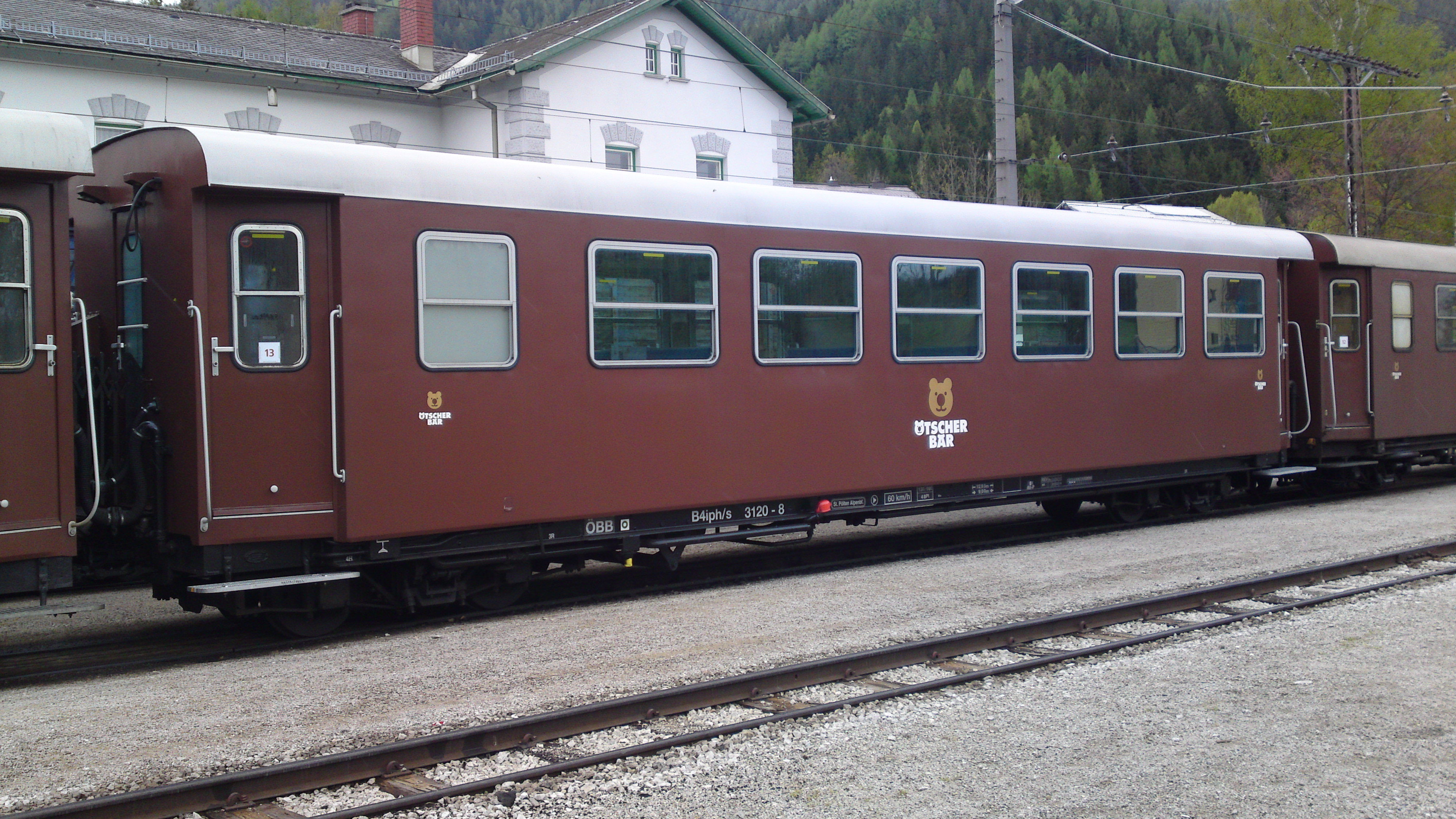
Ötscherbär

Per a l'obertura de les rutes de St Pölten – Kirchberg an der Pielach i Ober-Grafendorf – Mank es van demanar 14 cotxes de dos eixos de les sèrie Bi/s, BCi/s i Ci/s a la fàbrica Grazer. Quan en 1907, es va posar en funcionament la perllongació de la línia Principal cap a Mariazell i la del Krumpe fins a Ruprechtshofen en funcionament, es van comprar més de 44 cotxes de dos eixos de tercera classe (Ci/s) i sis de segona i tercera Classe (BCi/s) a la fàbrica de Graz, atès que el nombre de passatgers era cada vegada més creixent. Un any després es van veure insuficients les capacitats disponibles per a la gran descàrrega de passatgers amb destinació al santuari, per la qual cosa es compren a Graz 25 cotxes de quatre eixos (20 Ca/s, dos cotxe-saló Aa/s 1 i Aa/s 2, i tres Ba/s) i nou cotxes de dos eixos (Bi/s) amb plataformes obertes.
En 1909 es va comprar com a reforç als 5 vehicles més còmodes de 4 eixos el cotxe saló (posteriorment numerat Aa/s 3) al ferrocarril de la vall del Mur. En 1912 es va construir a la fàbrica de Graz, un nou subministrament de cotxes, però aquesta vegada eren 44 cotxes de quatre eixos (dos ABa/s, quatre Ba/s, quatre de BCa/s i 34 Ca/s) amb plataformes tancades. Tots els vehicles de quatre eixos venien proveïts de calefacció elèctrica i s'utilitzen exclusivament en la línia principal amb locomotores de la classe E. Després del lliurament de l'última sèrie de vagons, la NÖLB tenia una flota de 141 cotxes (el Ci/s 12 i el Ci/s 220 es van desballestar en 1908 després d'un accident) i de més de 5000 seients.
Des de finals de la dècada de 1930 fins a principis de la dècada de 1940, els cotxes de quatre eixos van obtenir noves carrosseries fetes de fusta amb més separació entre finestres. Així el vehicle de dos eixos va obtenir quatre finestres per costat i els de quatre eixos de bogis van obtenir set o sis (Aa/s + Ba/s) finestres per costat. En 1954 es va iniciar un gran programa de conversió, en el qual els cotxes van obtenir la seva aparença actual. Els marcs es van deixar en la seva forma original a excepció d'extensions i ampliació d'alguns vagons. Els vehicles de quatre eixos també van ser equipats amb seients entapissats i mitges finestres (les finestres completes originals van ser reemplaçades més tard). A més dels cotxes fabricats en els anys 1908 i 1912, també es van utilitzar furgons i vagons de càrrega. Els cotxes de dos eixos van ser pintats de verd en sortir del taller principal, els de el ferrocarril de Mariazell de quatre eixos pintats de marró, i per als altres ferrocarrils també pintats de verd. Els últims vehicles de dos eixos restants van ser lliurats a altres ferrocarrils de via estreta o al ferrocarril nostàlgic de la ÖBB.
A partir d'Agost de 1980, els cotxes de quatre eixos van rebre un disseny de pintura "Jaffa" (taronja/ivori), la qual cosa representava les tres quartes parts dels cotxes de parc. En 1981 es va fer un pas important perquè el tren de Mariazell fos més atractiu per als viatges en grup: el AB4iph/s 2105, va ser portat al taller principal de St. Pölten per a la seva conversió en un cotxe tipus buffet (WR4iphz/s 5600-7). En l'antic compartiment de segona classe i bany es va convertir en una petita zona de cuina amb dues petites finestres on abans hi havia una. Es van instal·lar taules de bar i carrets de begudes. Des de 1992, els cotxes ja no van ser pintats amb el disseny Jaffa, sinó amb el nou disseny de pintura "Valousek". El seu inventor, dissenyador de la ÖBB, Wolfgant Valousek, va proporcionar el seu propi codi de color per al ferrocarril de via estreta, i va triar el color cafè per al ferrocarril de Mariazell. No obstant això, com ja hi havia dissenys Jaffa, no tots els cotxes van ser repintats, i en conseqüència en l'actualitat coexisteixen les tres variants.
En 1989, el primer cotxe va rebre una pintura especial: el B4iph/s 3121-6 anuncia des del 15 d'agost de 1989 la ciutat de St Pölten. En els dos anys posteriors li van seguir altres vehicles publicitaris, com per exemple, el B4iph/s 3108-3 "G'sund en Frankenfels" (pintat al maig de 1990) i el B4iph/s 3110-9 "Kirchberg a. d. Pielach", aquest té el disseny des de juliol de 1991. En els anys 2001, 2005 i 2006, van seguir altres tres cotxes més amb lemes publicitaris: el B4iph/s 3154-7 com "Mariazeller Advent", BD4iph/s 4100-9 com "Pielachtal powered by Sparkasse" (Valle del Pielach patrocinat per la Caixa d'Estalvis) i un altre com "Mariazeller Land ... ein Geschenk des Himmels" (Mariazell a la terra.. un regal dels cels).
A partir de 1998 7 cotxes van ser reconstruïts per al tren nostàlgic "Panoramic 760". Es refereixen inicialment als cotxes de tres seients 3202, 3245 i 3260, i a l'anterior BD4iph/s 4220, que es va convertir en un cotxe guarderia „Pano’s Kids Treff“. Altres tres vehicles es van equipar amb un interior més luxós que inclou butaques, llums de llautó i catifes, fundes de seient i cortines amb motius de Art Nouveau, és a dir, el vagó de seients 3204, que es va convertir en un cotxe saló de primera classe amb finestres panoràmiques en l'extrem del cotxe, el cotxe restaurant amb l'antic cotxe de cuina de 1ª/2ª classe 2103 i finalment el B4iph/s 3112, que conjuntament la ÖBB i el Club Mh6 han transformat en un cotxe d'empresa amb finestres laterals panoràmiques.
L'any 2007, onze cotxes de passatgers, dos vehicles de transport de bicicletes i tres locomotores elèctriques de la sèrie 1099 van ser repintats amb el disseny Ötscherbär amb la finalitat de tenir un conjunt d'accessoris per la marca tren de Mariazell amb el mateix nom. També es van incloure el cotxe guarderia del panoramic 760 i el vagó buffet WR4iphz/s 5600-7. Quan el Ötscherbär va romandre en la via després de l'entrada dels Himmelstreppen, només queda un tren arrossegat per una locomotora i els cotxes es van tornar a pintar. Només queden 9 cotxes en aquest conjunt, que inclouen el menjador, el saló i els cotxes de la compañia del Panoramic 760, per contra es va separar el cotxe guarderia. Tots els altres vehicles van ser reparats en 2014/15 i repintats uniformement amb el disseny Ötscherbär, en el qual els cotxes de segona classe reben una escala interior que s'assembla al Himmelstreppen, i el cotxe saló rep un interior similar al dels cotxes panoràmics.
Després de fer-se càrrec NÖVOG es van subhastar per part de Dorotheum diversos vagons de passatgers, juntament amb els vagons superflus de mercaderies i els vehicles del ferrocarril de la vall de Ybbs, amb l'engegada del Himmelstreppen es va produir una segona venda massiva. Els cotxes van arribar al ferrocarril local de Pinzgauer i a diversos ferrocarrils-museu austríacs, així com al ferrocarril forestal Čierny Balog, així com a Polònia i Romania.

## Alimentació elèctrica
El ferrocarril de Mariazell està alimentat històricament amb un corrent altern monofásica de 6,5 kV i una freqüència de 25 Hz. Atès que la xarxa de tracció austríaca i la xarxa elèctrica pública tenen diferents freqüències, el ferrocarril de Mariazell té la seva pròpia líniea de distribució d'electricitat, també des de 1922 a 2010 que el ferrocarril va pertànyer a la ÖBB, va ser responsable l'empresa de subministrament d'energia de la Baixa Àustria EVN (fins a 1986 NEWAG). La base de tot això és un contracte vàlid avui dia que data de 1908 entre el land de la Baixa Àustria i la societat anònima de ferrocarril i els seus successors legals.
Quatre generadors trifàsics de 25 Hz de la planta de Wienerbruck, amb una potència total de 6,6 MVA van servir originalment per proveir tota la línia de ferrocarril i els voltants de la ruta amb un corrent industrial de 25 Hz. D'aquests, el corrent monofàsic per al subministrament ferroviari va ser de 4,5 MVA. Els generadors van ser i són impulsats per les aigües del Lassing i del Erlauf. El corrent de tracció de 6,5 kV subministrada pels generadors de la planta de Wienerbruck alimenta directament a la línia de contacte prop de la central elèctrica i es transforma parcialment fins a 27 kV per a la seva transmissió a les subestacions de Kirchberg i Ober-Grafendorf. Com a substitutiva, hi ha una subestació d'energia amb dos grans generadors dièsel de 420 kVA cadascun que es va construir en l'estació de St. Pölten Alpenbahnhof (estació alpina de St. Pölten).
Ja des del principi, tant els conductors de les línies aèries per al subministrament públic com les del subministrament del tren estaven muntats sobre travesses en els pals per sobre de la catenària. Fins i tot avui, després de canviar el subministrament públic a corrent trifàsic amb una freqüència de 50 Hz, estan en servei aproximadament 21 quilòmetres de línies compartides. No obstant això, en les dècades de 1970 i 1980, el proveïdor del corrent EVN, responsable del subministrament públic d'electricitat, va construir una línia separada de 20 kV de la xarxa de mitja tensió de 20 kV entre Loich i Frankenfels, per la qual cosa només es necessitava la línia de subministrament de 27 kV en aquest àrea per alimentar la catenària de la part superior del ferrocarril de Mariazell.
En 1923 es van construir l'estany de compensació de Stierwaschboden i la central elèctrica de Erlaufboden amb tres grups de generadors, per sota de la central elèctrica de Wienerbruck. En la segona meitat de la dècada dels 60 es van renovar els sistemes de distribució i la planta elèctrica obsoleta. El corrent de tracció ara el produeix normalment una unitat de 2,8 MVA a la central elèctrica de Erlaufboden. Consisteix en una Turbina Francis i dues màquines síncrones, una per a corrent altern monofàsic de 25 Hz i una altra per a corrent trifàsic de 50 Hz.

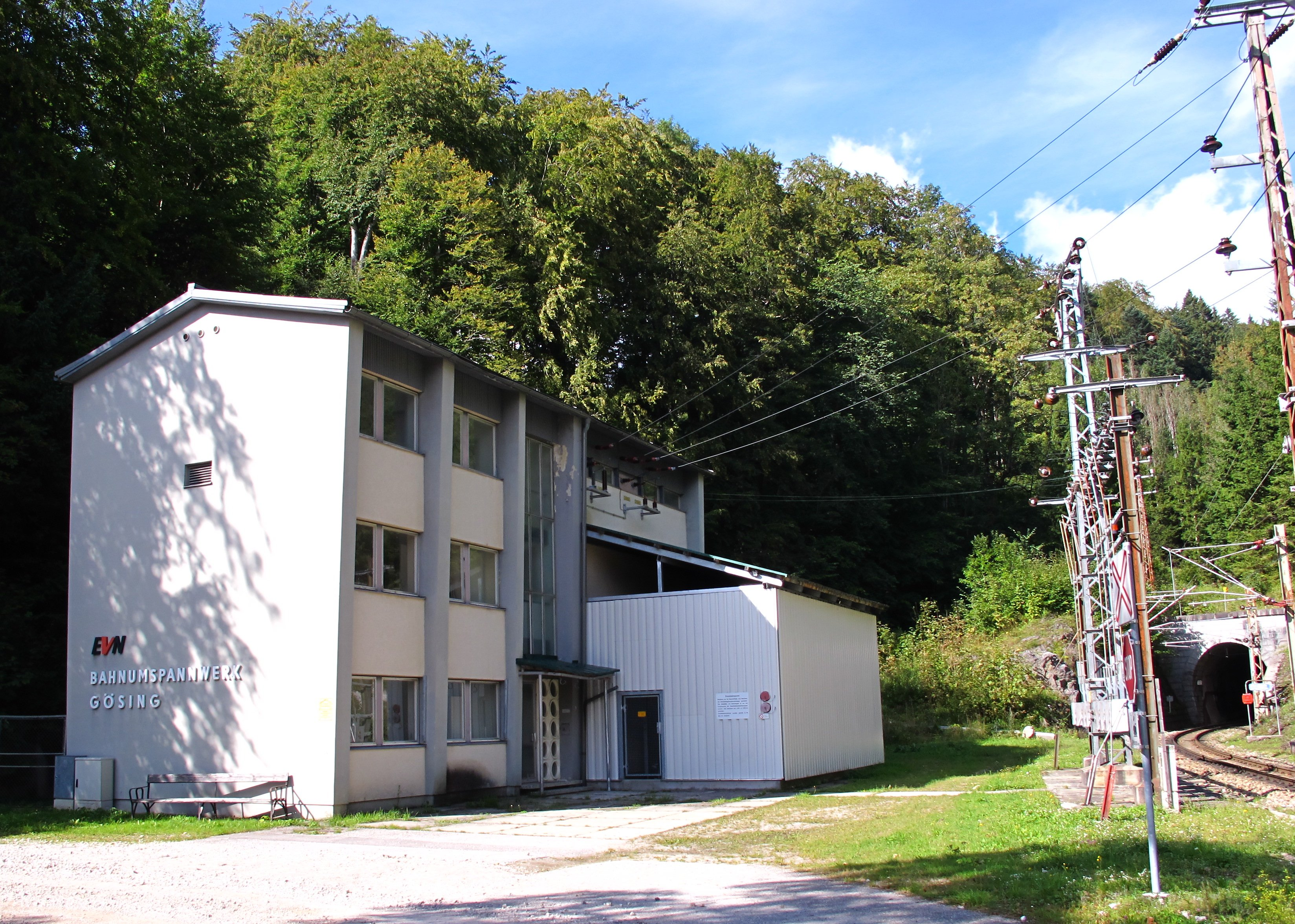
Estació transformadora ferroviària de Gösing, a la dreta el portal sud del túnel de Gösing.

Un vell i petit transformador instal·lat el Erlaufboden i dos conjunts de generadors de 25 Hz de la planta generadora de Wienerbruck serveixen com a reserva per al ferrocarril. Dos generadors addicionals en Wienerbruck i tres en Erlaufboden amb un total de 11,5 MVA general corrent altern trifàsica a 50 Hz, que s'alimenta a través de transformadors a la xarxa pública de distribució de 110 kV.
Avui dia, la columna vertebral de la xarxa ferroviària està formada pel circuit de 27 kV entre les dues centrals elèctriques i la subestació de Gösing de recent construcció i la línia de transmissió des de la subestació de Gösing fins a la subestació de Rabenstein de nova construcció. Després de la finalització d'aquestes instal·lacions, es va tallar l'alimentació directa a la catenària en Wienerbruck i les subestacions de Kirchberg an der Pielach i Ober-Grafendorf. Com a resultat, l'alimentació en el tram de muntanya s'ha millorat significativament.
La sala de control de la central elèctrica de Erlaufboden estava controlada de forma remota, a més de les seves pròpies màquines, així com els conjunts de màquines de la planta de Wienerbruck. Les subestacions intermèdies de Gösing i Rabenstein van ser monitorizadas i controlades a distància per l'operador del sistema EVN en Maria Enzersdorf.
Des de juny del 2014, la nova planta de conversió de Klangen (municipi de Weinburg) i la subestació recentment construïda de Laubenbachmühle (municipi de Frankenfels) han estat connectades i alimenten la xarxa de tracció; a la fi del 2014, les subestacions de Rabenstein i Gösing també van ser convertides i modernitzades. Des que s'ha completat aquesta fase de conversió, el funcionament dels sistema de corrent de tracció estan a càrrec de la pròpia NÖVOG, s'està en fase de prova del nou sistema de telecontrol corresponent. Les màquines que conformen la central elèctrica de Erlaufboden romanen en reserva. La planta elèctrica de Wienerbruck va ser completament retirada de la xarxa ferroviària, i només subministra corrent a la re de EVN.
La ubicació dels sistemes de subministrament d'energia es poden trobar en la llista dels sistemes de corrent de tracció d'Àustria.

## Preus i reduccions
A més de la pròpia tarifa de l'empresa NÖVOG per al ferrocarril de Mariazell, també s'accepten els bitllets de la Verkehrsverbunds Ostregion (associació de transport de la regió Oest), així com en la secció Mitterbach-Mariazell també els bitllets de steirischen Verkehrsverbunds (associació de trnasporte de Estíria). Els posseïdors de la ÖBB Vorteilscard tenen una reducció del 40 % sobre la tarifa de la línia, i també es reconeix la ÖBB Österreichcard. Per al tren nostàlgic „Ötscherbär“ així com per als trens de vapor, s'aplicarà un recàrrec. Els bitllets es poden comprar al tren sense cost addicional.

### En alemany
- Rudolf Elmayer-Vestenbrugg: Denkschrift über die Errichtung der niederösterreichischen Landes-Elektrizitätswerke als Grundstock der NEWAG und über die Elektrifizierung der niederösterreichisch-steirischen Alpenbahn St. Pölten–Mariazell–Gusswerk. NEWAG, 1961.
- Horst Felsinger, Walter Schober: Die Mariazellerbahn. Verlag Pospischil, Wien 1971, 1973, 1979, 2002 (online Arxivat 2006-03-23 a Wayback Machine.).
- Wolfdieter Hufnagl: Die Niederösterreichischen Landesbahnen. Transpress, Stuttgart 2003, ISBN 3-613-71214-8, S. 146–164.
- Walter Krobot, J. O. Slezak, H. Sternhart: Schmalspurig durch Österreich. 4. Auflage. Slezak, Wien 1991, ISBN 3-85416-095-X.
- Hans P. Pawlik: Technik der Mariazellerbahn. Slezak, Wien 2001, ISBN 3-85416-189-1.
- Hans P. Pawlik: Mariazellerbahn in der Landschaft. Slezak, Wien 2000, ISBN 3-85416-188-3.
- Josef O. Slezak, Hans Sternhart: Renaissance der Schmalspurbahn in Österreich. Slezak, Wien 1986, ISBN 3-85416-097-6.
- Markus Strässle: Schmalspurbahn-Aktivitäten in Österreich. Slezak, Wien 1997, ISBN 3-85416-184-0.
- Peter Wegenstein: Mariazellerbahn und „Krumpe“, Bahn im Bild, Band 204. Verlag Pospischil, Wien 1999.
- Autorenkollektiv: Elektrisch nach Mariazell „Die ersten 100 Jahre“. Railway-Mitjana-Group, Wien 2011, ISBN 978-3-9503057-2-2.
- Österr. Siemens-Schuckert-Werke (Hrsg.): Die Einphasen-Wechselstrombahn St. Pölten–Mariazell. 1926; Railway-Mitjana-Group, Wien 2010 (Reprint).
- Franz Gemeinböck, Markus Inderst: Mariazellerbahn – Die Niederösterr.-Steirische Alpenbahn. Kiruba-Verlag, Mittelstetten 2011, ISBN 978-3-9812977-3-7.
- Markus Inderst: Schmalspurige Dauerläufer. In: Eisenbahn-Geschichte Nr. 67 (Dezember 2014 / Jänner 2015) & Nr. 68 (Februar/März 2015), DGEG-Intervinguin GmbH, Hövelhof.

### En anglès
- Narrow Gauge Railways in Àustria: Mariazellerbahn, Ybbstalbahn, Steyrtalbahn, Hollentalbahn, Florianerbahn, Achenseebahn, Schneebergbahn (May 2010) Books LLC, ISBN 978-1155850641

## Videos
- SWR-Eisenbahn-Romantik: Die Mariazellerbahn (Pel·lícula 323)
- SWR-Eisenbahn-Romantik: Die Mariazellerbahn – auf der Himmelstreppe zur Wallfahrt Arxivat 2018-08-19 a Wayback Machine. (Pel·lícula 816 Arxivat 2018-08-19 a Wayback Machine.)
- Trens en vídeo: Die Mariazellerbahn (Pelicula 37)
- 3sat: Die Mariazeller Bahn – Die Entdeckung der Langsamkeit (2009) Arxivat 2017-12-09 a Wayback Machine.